# Storia di Siracusa in età spagnola (1500 - 1565)

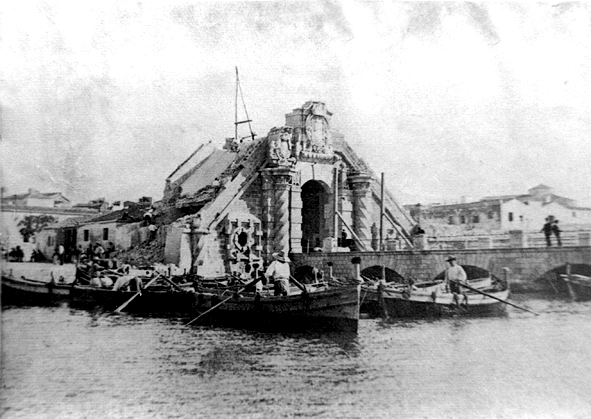
La Porta di Terra detta Ligny, ingresso (non più esistente) della Siracusa spagnola

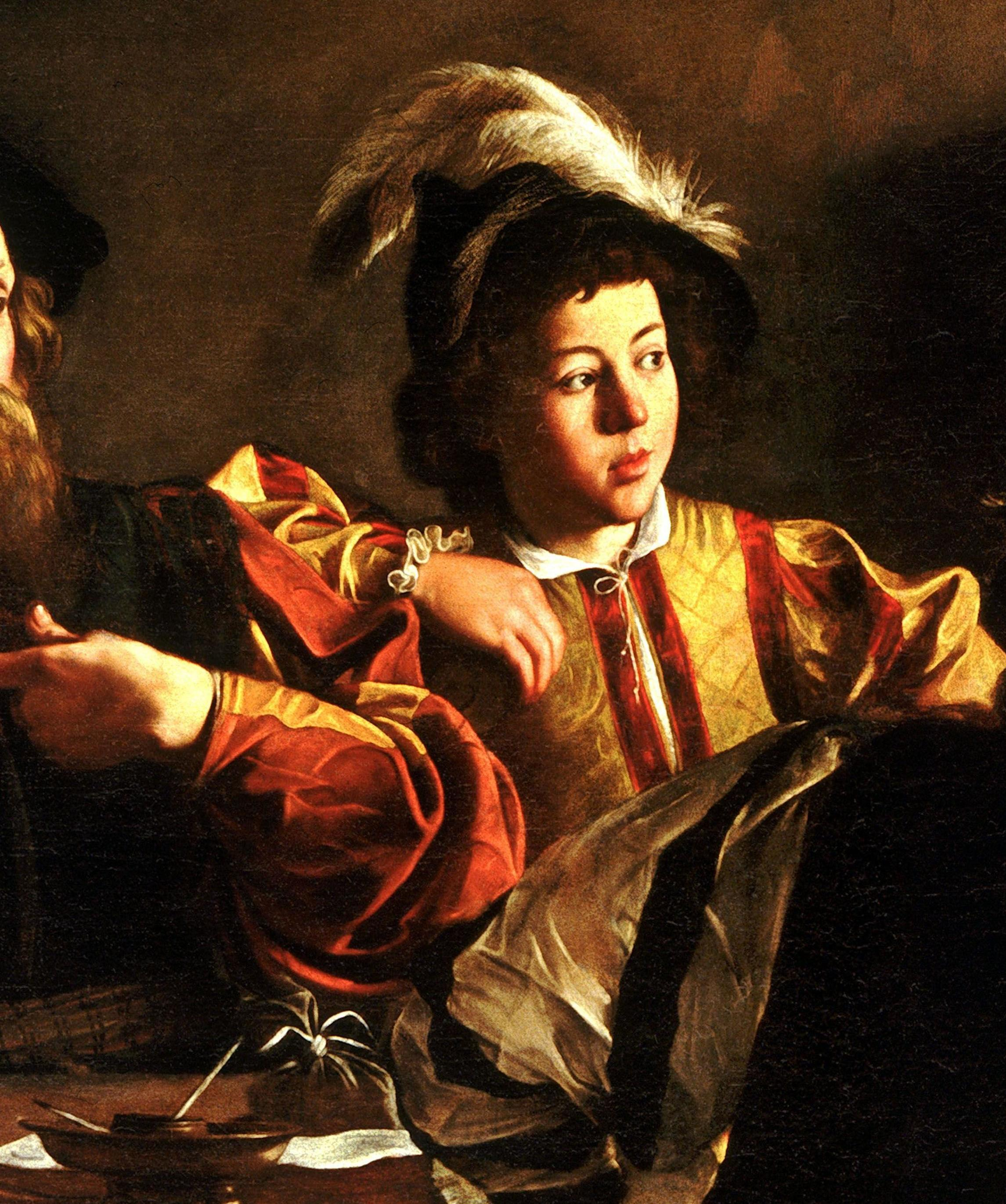
Mario Minniti dipinto da Caravaggio in la Vocazione di san Matteo; il siracusano venne ritratto da egli diverse volte (1599-1600)

La storia di Siracusa in età spagnola fu nel complesso molto turbolenta, non tanto per l'animosità dei suoi stessi abitanti, che in rare occasioni cercarono di ribellarsi alla loro attuale situazione di stenti (alla quale si erano gradualmente abituati, perdurando quella già da diversi secoli), ma, principalmente e soprattutto, per fattori esterni come le ragioni belliche, su di essa concentrate, e le calamità naturali, che furono estremamente violente. Entrambi questi fattori accompagnarono, in maniera pressoché assidua e costante, la storia aretusea per tutta l'epoca moderna e finirono per mutare il volto fisico e il contesto sociale della millenaria città.
Il suo ruolo primario difensivo militare, voluto dalla Spagna, se da un lato la fece protagonista di numerose e importanti cronache belliche, dall'altro lato le costò la rinascita del proprio commercio (bruscamente interrotto durante l'intensificarsi della minaccia turca e mai più ripreso) e il mancato incremento (nonostante i presupposti in precedenza vi fossero tutti) di un'attrattività culturale e politica che, di conseguenza, si spostò altrove, lontano da essa (un esempio di ciò fu l'emigrazione della nobilità cittadina dopo l'abolizione della Camera della regina o l'isolamento dell'Ordine gesuitico siracusano).
Il rigido controllo (effettuato su tutti i campi: gli Spagnoli avevano sempre l'ultima parola su ciò che riguardava la vita militare, politica e relazionale della città aretusea) unito ai tormenti delle catastrofi geografiche (dal '500 al '700 Siracusa venne attraversata, ripetutamente, da terremoti, epidemie, carestie e inondazioni) misero la sua economia e la sua società in ginocchio e fecero sopraesaltare i paragoni con la sua celebre epoca antica, dati dai tanti storici e intellettuali del tempo che, visitandola, rimanevano grosso modo sorpresi da ciò che era divenuta la città alla fine del Settecento (situazione che non cambierà con l'ascesa italica della casata dei Borbone). Alcuni storici piemontesi definirono come qualcosa di miracoloso il suo essere riuscita a sopravvivere a tutto ciò:

Mentre il francese Abel-François Villemain, sullo stesso periodo, di essa scrisse: 

## La carestia e l'attesa della fine del mondo
Negli anni che furono a cavallo tra la fine del Quattrocento e l'inizio del Cinquecento, Siracusa poteva dirsi una città che stava socialmente ed economicamente abbastanza bene (fu in questo periodo di prosperità economica che si popolarono pure le sue campagne e nacque, o rinacque, l'affitto rurale detto enfiteusi); certo non arrivò mai a raggiungere i livelli demografici della sua età classica (all'epoca, in tutta Europa, solamente l'antica Atene poteva appena compararsi al numero di abitanti che vantava la metropoli siciliana), ma considerando il superamento dei secoli bui (durante i quali le fonti arabe tacciono del tutto ciò che ne fu della popolazione siracusana da essi conquistata) e il superamento della peste bubbonica (che nel Trecento flagellò i siciliani così come il resto del vecchio continente, dimezzandone la demografia), con i suoi 5190 fuochi (ovvero nuclei familiari composti da quattro persone ciascuno) nel 1497 (avendo triplicato in soli cento anni i 1755 fuochi del 1376) Siracusa si poneva tranquillamente nella media di una benestante città europea del periodo ed era nuovamente tra i maggiori centri di Sicilia (nell'isola essa era seconda solamente alle due capitali regie, Palermo e Messina, mentre aveva già superato per popolazione sia Noto, che aveva rappresentato il capo valle orientale scelto dagli Arabi, e sia Catania, che durante il primo periodo aragonese siciliano era stata sede di re e regine).
Tutto ciò però cambiò dopo che passarono i primi anni dalla scoperta di quella che gli Spagnoli denominarono essere la «Terra ferma del Mar Oceano» («Tierra firme del Mar Océano»), ovvero dopo che incominciò il commercio con il nuovo mondo (i loro Reinos de Indias): nel 1519 Carlo V riconobbe, per legge, come appartenenti e indissolubilmente legati alla corona spagnola le terre conquistate nelle Nuove Indie (futura America), di cui egli diveniva sovrano. Carlo V cambiò il motto che vi era, mitologicamente, nelle Colonne d'Ercole (poste sullo stretto di Gibilterra) da « Non Plus Ultra» («nada más allá»; «non vi è nulla oltre questo punto») a «Plus Ultra» («más allá»; «esiste un più in là»), adottandolo come simbolo del dinamismo dell'impero spagnolo e come suo lemma personale (e questo stesso motto sarà in seguito effigiato accanto allo stemma di Siracusa, in diversi luoghi della città).
L'intensificarsi dell'attenzione verso le sconfinate terre appena scoperte, portò a un aumento sempre maggiore del traffico marittimo rivolto all'Atlantico e di conseguenza a un improvviso impoverimento delle rotte mediterranee; passate in secondo piano (la Sicilia era al centro di tali rotte). Inoltre vi fu una vertiginosa crescita dell'offerta delle merci che giungevano dal nuovo mondo, facendo crollare i prezzi di quelle siciliane (ed europee in generale). Si aprì dunque una crisi economica nel vecchio continente. A ciò si aggiunse il ritorno della peste: già nel 1500-1501 Siracusa ebbe la sua più grave epidemia dell'epoca (nella quale morirono quasi 10.000 cittadini siracusani) e un'altra ondata violenta si verificò a partire dal 1522.

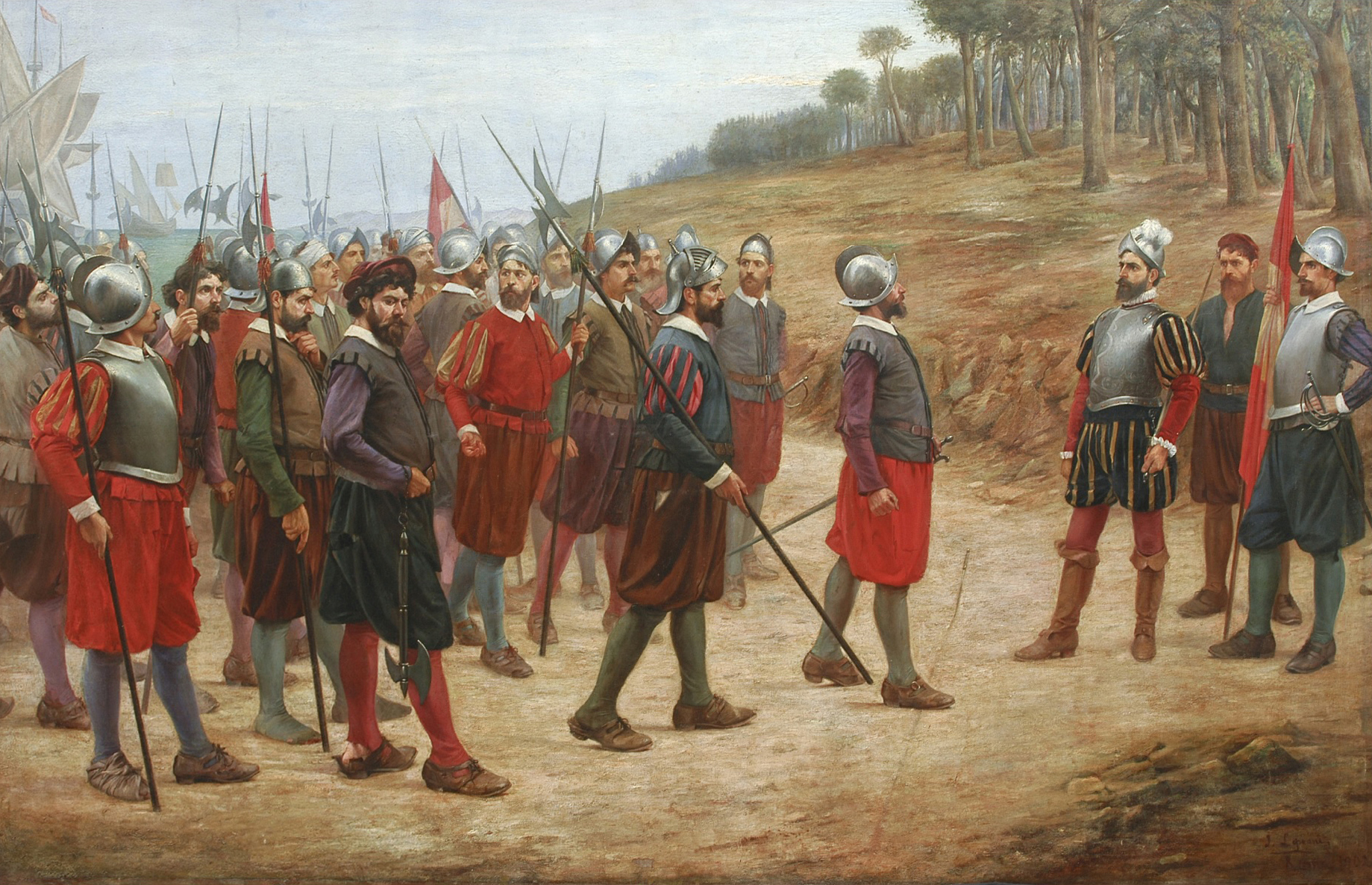
Conquistadores spagnoli esplorano il nuovo mondo (Juan Lepiani, museo nazionale di archeologia, antropologia e storia del Perù)

La situazione sociale era aggravata sia dalla nuova povertà cinquecentesca e sia da una serie di particolari calamità naturali che arrivarono a portare all'esasperazione la popolazione aretusea:
(Serafino Privitera, Storia di Siracusa antica e moderna, vol. 2, 1879, p. 138.)
Il morbo pare che giunse in città tramite una nave che, respinta da altri porti siciliani, si ancorò presso Fontane Bianche e riuscì a vendere della merce infetta. Colpì particolarmente Siracusa, a tal punto che gli abitanti non volevano più dimorare all'interno delle mura, e li si dovette imporre loro, tramite decreti di legge, il divieto di abbandonare la città nonostante il verificarsi della fame, della peste o della guerra (probabilmente tale severità era dettata dal fatto che fuori le mura vi era la seria possibilità di finire rapiti dai pirati Turchi, che stazionavano molto spesso lungo le coste siracusane). La gente allora si mise a rubare persino il pane e, data l'estrema penuria di cibo, Siracusa fece valere, nel giugno del 1522, un suo privilegio spagnolo secondo il quale poteva farsi inviare da chiunque nel Regno, anche forzatamente, il frumento e le vettovaglie che le occorrevano urgentemente (da non confendere con il privilegio datole da Carlo nel 1519), per cui obbligò la contea di Augusta a darle il frumento che aveva nei suoi magazzini (Augusta ne aveva sempre parecchio poiché era sede logistica del rifornimento per i militari) e a inviarlo dentro quelli del capoluogo. Nel 1523, dal momento che la peste non cessava, gli ufficiali della Camera reginale vennero eletti da Lentini, poiché tutti avevano paura di entrare a Siracusa (il governatore Almerigo Centelles fu richiamato a corte, in Spagna, e amministrò i siracusani tramite dei vicari). Si verificò anche una moria di bestiame, per cui iniziò a scarseggiare pure la carne, e la siccità non dava tregua.

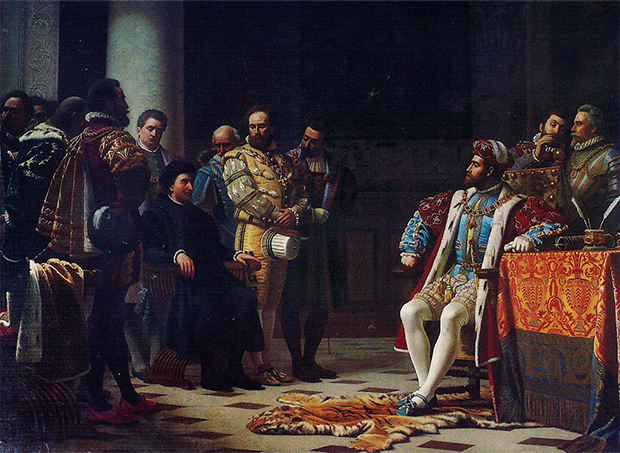
Carlo V consulta Agostino Nifo sulla profezia del febbraio 1524 (Luigi Toro, XIX secolo, Sessa Aurunca)

Fu allora che la città aretusea prese in seria considerazione l'ipotesi, che da tempo circolava in Europa, su un'imminente fine del mondo: il primo a dichiarare ciò fu l'astronomo tedesco Johannes Stöffler, il quale asserì che nel febbraio del 1524, a causa della congiunzione dei pianeti Giove e Saturno con Marte nella costellazione dei Pesci, vi sarebbe stato un nuovo diluvio universale. Nel 1519 allora, lo stimato filosofo napoletano Agostino Nifo (colui che predicò l'immortalità dell'anima) scrisse per Carlo V, che come il papa Clemente VII era inquietato da simili voci, il libro De falsa diluvii prognosticatione, che aveva lo scopo di tranquillizzare l'imperatore e di allontanare la minaccia profetica di Stöffler. Tuttavia, man mano che si avvicinava la data prestabilita, il panico aumentò in tutto il vecchio continente: vi era chi costruiva arche e chi, come il generale dei fiorentini Guido II Rangoni, pregava l'imperatore affinché provvedesse allo stabilire dei punti di raccolta in luoghi sicuri per cercare di salvare quanti più uomini e animali fosse possibile.
Siracusa, dal canto suo, un mese prima del predetto diluvio, il 22 gennaio del 1524, aprì una difficile assemblea cittadina, durante la quale si doveva stabilire il da farsi per affrontare al meglio l'imminente tragedia: a differenza di altre realtà geografiche, questa città pensò ai suoi numerosi poveri (nel 1524 l'economia aretusea era già in ginocchio), ingegnadosi per dar loro rifugio e da mangiare durante i giorni del flagello: non avendo più a disposizione denari contanti, il Senato decise di vendere ai privati gli introiti derivati dalla gabella (l'imposta sui beni materiali). Poi, trovato il modo di sfamare e proteggere la popolazione, si attese l'inevitabile, considerandolo come una punizione divina: era infatti divenuta opinione comune il credere che il secondo diluvio sarebbe giunto a causa dell'efferatezza raggiunta dall'umana società. Ma passato il 19 febbraio, i siracusani valutarono l'allarme come cessato e smisero di dar credito alle voci apocalittiche. La peste cessò in quell'anno, anche se la crisi economica continuò e nei decenni a seguire la città avrebbe trovato altri sistemi giudiziari per tutelare il sempre maggiore numero di poveri.
A seguito del sofferente periodo appena trascorso, la regina Germana concesse ai siracusani, nel 1525, parte della sua rendita regale, che le derivava dalla secrezia aretusea.

## L'inizio dell'opera di fortificazione di Carlo V e l'attacco a Scala Greca

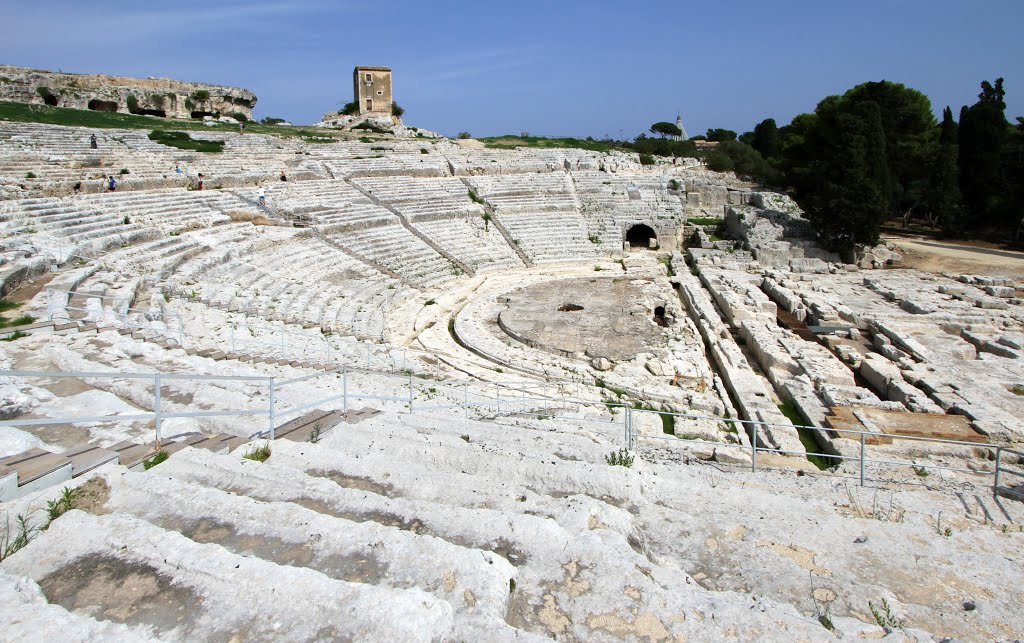
Carlo V diede l'ordine nel 1526 di distruggere la scena del teatro greco per adoperarne le pietre con altro scopo, poiché in quel momento urgeva sopra ogni cosa fortificare Siracusa

Il 1526 fu l'anno in cui si incominciò a parlare seriamente delle fortificazioni siracusane, poiché la situazione geopolitica in cui si trovava la Spagna era estremamente complessa e variegata, e Siracusa si trovava, per natura, in un luogo particolarmente esposto agli attacchi dei tanti nemici della corona.
Carlo V manifestò la sua preoccupazione subito dopo la caduta dell'isola di Rodi, poiché essa era stata fino a quel momento la sede dell'Ordine dei cavalieri Ospitalieri gerosolimitani (durante la caduta dell'isola morì, difendendola, anche il gerosolimitano siracusano Francesco di Naro, con il rango di capitano), e aveva rappresentato una solida difesa all'avanzare incessante del sultanato della Sublime porta (l'impero ottomano, che all'epoca di Carlo V aveva già conquistato grande parte dei paesi mediterranei in ogni latitudine). L'imperatore quindi scrisse da Granada ai magistrati di Siracusa, il 9 ottobre del 1526, esortandoli a incominciare l'opera di fortificazione, data l'incombente minaccia turca.
(Liliane Dufour, Henri Raymond, Siracusa tra due secoli, 1998, p. 54.)
Il problema consisteva nel fatto, principalmente, che la città si trovava in quegli anni in considerevoli disagi economici, e poiché, per legge, il costo della difesa cittadina gravava sulle spalle dei siciliani e non della corte spagnola, l'urbs aretusea non riusciva a fare avanzare, nei tempi stretti desiderati dall'imperatore, le numerose opere difensive richieste. Fu così che si decise di utilizzare in parte ciò che dell'epoca greca e romana era rimasto intatto. Come nel caso del teatro greco di Siracusa che, sparito dalle fonti per tutta l'epoca medievale, fu proprio sotto Carlo V che fece la sua riapparizione: esso era ormai seminascosto dalla vegetazione e in disuso, poiché i siracusani non vi recitavano più da diversi secoli, e gli ingegneri militari del sovrano spagnolo lo utilizzarono a mo' di cava per l'approvvigionamento della preziosa pietra.
Carlo, per assicurarsi che i siracusani non gli disobbedissero nel compito affidatoli, inviò presso di loro il viceré di Sicilia, Ettore, a osservare l'esecuzione dei lavori. La città ottenne però di farsi aiutare nelle spese belliche dai paesi della sua comarca.
Il 30 novembre del 1527 Carlo infine si compiacque dell'operato dei siracusani, lodandoli per la loro fedeltà e bravura. Vennero tirati su due bastioni difensivi. Tuttavia questo sarebbe stato solo l'inizio dell'ambizioso progetto di fortificazione che il sovrano di Spagna aveva in serbo per Siracusa: non a caso egli, con la sua volontà e meticolosità nel voler trasformare la città aretusea in una roccaforte sorvegliata e isolata, sarà paragonato dagli studiosi moderni al tiranno siracusano Dionisio I, poiché simili opere di fortificazioni Siracusa le vide solamente al tempo dell'intrigato regno dionigiano, nel IV secolo a.C.
(Kókalos, vol. 16, 1970, p. 203.)

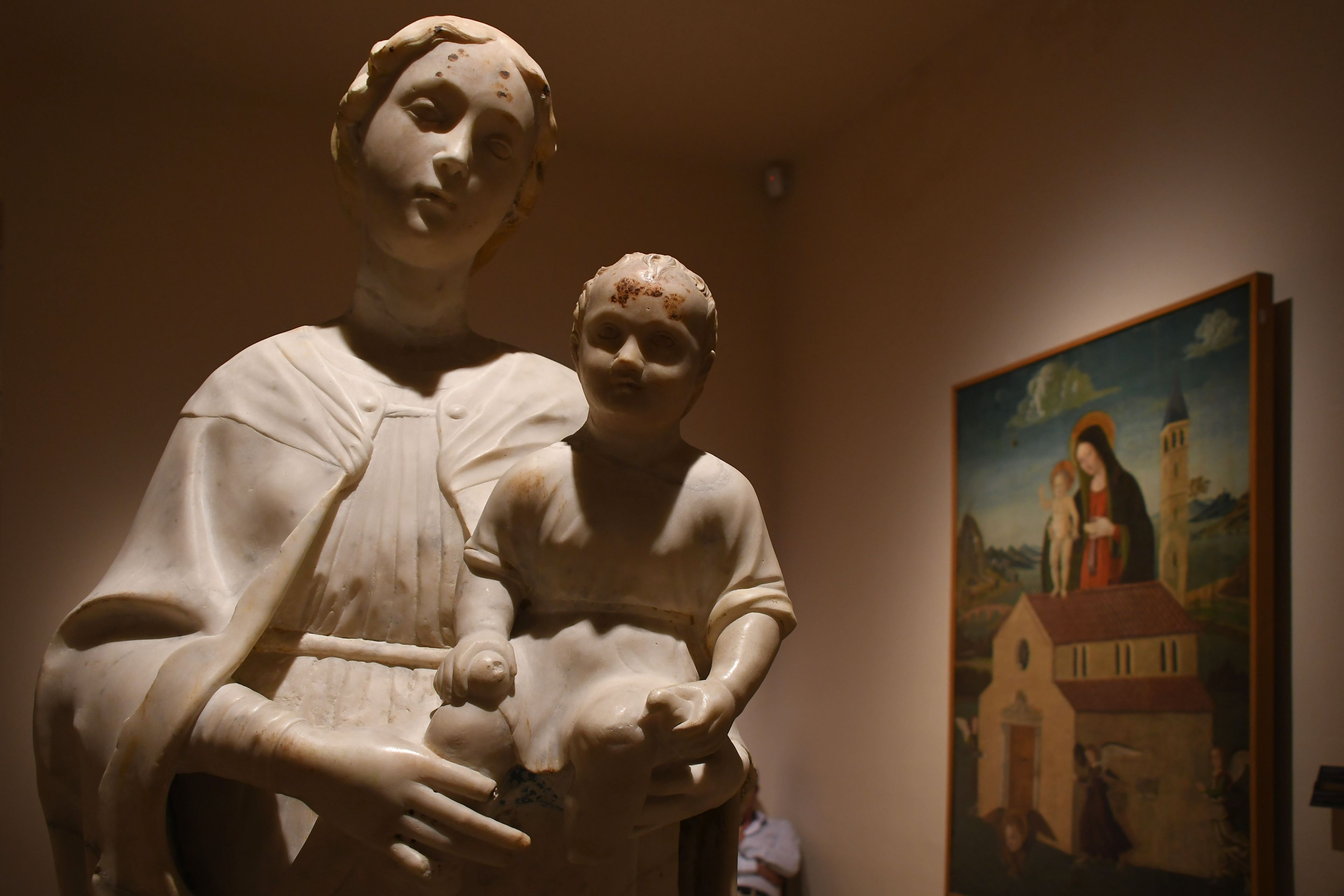
Madonna con Bambino scolpita da Antonello Gagini nel XVI sec. (museo di palazzo Bellomo, isola di Ortigia)

Non era tuttavia solamente l'espansione dell'impero ottomano a preoccupare Carlo V. Egli infatti in quel periodo si trovava anche in forte contrasto con papa Clemente VII (nel 1527 Carlo comandò di mettere a sacco Roma), il quale aveva fatto una lega contro di lui (guerra della lega di Cognac), annoverando il re Cristianissimo, ovvero Francesco I di Francia, e il doge della repubblica di Venezia (entrambi da tempo in guerra contro Carlo, poiché non ne avevano mai accettato l'incoronazione imperiale).
Mentre sia a corte sia in Sicilia si viveva aspettandosi da un momento all'altro un assedio bellico (o da parte dei Turchi o da parte della lega di Cognac), in Siracusa faceva il suo ritorno Almerigo Centelles (Carlo V lo autorizzò a tornare nel gennaio del 1528 e gli diede il compito di far fortificare, oltre la capitale, le altre città della Camera reginale di Germana) e avvenne uno scontro interno con il nuovo vescovo di Siracusa, Ludovico Platamone; costui (eletto nel 1518, si vide confermati da Carlo V, nell'anno successivo, tutti i privilegi della chiesa aretusea), appartenente a una nobile famiglia patrizia di siracusani, i Platamone, nel 1526 commissionò al noto scultore palermitano, Antonello Gagini, numerose opere per ornare i luoghi sacri della città e nel 1528, per via del suo carattere, definito autoritario, si scontrò con Centelles: tra Ludovico e Almerigo vi fu una lotta di potere (tra clero e politica) che venne tenuta a bada sia da Carlo V e sia dal papa Clemente VII:
Platamone, in contrasto anche con altri ecclesiastici della città, dovendo affrontare un processo in Sicilia a suo carico, preferì recarsi direttamente alla Santa Sede, dove il papa lo riconobbe come innocente ma, a sua volta, lo mandò da Carlo V. Fu infine il viceré Ettore a ricevere la facoltà di esiliarlo da Siracusa per tre anni (in seguito però sarà reintegrato nella sua carica). Per quanto concerne Centelles, invece, sia la regina Germana sia il re Carlo V lo invitatorno a comportarsi adeguatamente nel compito assegnatogli (Carlo lo sollecitò inoltre a rispettare i diritti che aveva Germana su quelle terre).
Il 1528 fu anche l'anno in cui arrivarono le temute incursioni: dapprima accadde un episodio ambiguo con i Veneziani, i quali, capitanati dal futuro doge Pietro Lando, vennero a reclamare i granai siracusani di Augusta, affermando che Venezia stava subendo una dura carestia e che ciò le occorreva per sfamarsi, e quando il castellano della rocca li nego il permesso di prelevare, essi lo fecero ugualmente con la forza (anche se Pietro Lando sosterrà di aver pagato ai siciliani un prezzo onorevole per quanto preso dai granai).. Non è chiaro se essi tentarono dopo un approccio diretto contro Siracusa (il re di Francia li attendeva a Napoli, per porla d'assedio). La milizia dell'isola rimase in allerta, aspettandosi un loro ritorno Effettivamente pare che la Francia avesse intenzioni di attaccare la Siiclia in quei mesi, ma uno dei suoi migliori ammiragli, il genovese Andrea Doria, in estate, mentre Pietro Lando approdava ad Augusta, decise di cambiare alleanza e passare dalla parte di Carlo V, quindi, con una forte eloquenza, convinse le forze anti-imperiali a lasciare in pace i siciliani e a dirigersi verso la Sardegna; essi accettarono, ancora inconsapevoli del cambio di Doria, nella speranza che dopo aver preso quest'isola, la conquista della Sicilia sarebbe risultata meno ardua (sarà tra l'altro Andrea Doria, nel giugno dell'anno successivo, a prendersi la premura di avvisare i siracusani sull'imminente arrivo di flotte nemiche che si dirigevano verso la loro città, dandoli il tempo di organizzare una difesa).
Sempre nell'estate del 1528 a Siracusa avvenne lo sbarco, ben più cruento di quello dei Veneziani, di una ciurma ottomana: sbarcati presso Scala Greca, nella zona aretusea detta Stentino (dove sorgono i resti dell'omonimo sito archeologico), i Turchi giunsero alle spalle dell'abitato, percorsero e devastarono gli antichi quartieri che in epoca greca furono popolati: Tiche e Neapolis (qui misero a sacco e diedero fuoco a una delle più vetuste chiese siracusane: la chiesa di San Giovanni alle catacombe, che custodiva un tempo le reliquie di Marciano di Siracusa, considerato il «primo vescovo dell'Occidente»). Tuttavia non si spinsero fino al centro della città, Ortigia, dove si trovavano gli abitanti.
Dopo l'attacco turco, in città si verificò pure una ribellione dei militari Spagnoli, nel mese di agosto: essi esigevano la loro paga, e scagliandosi contro la città (facilmente, poiché nel 1512, su ordine del re Cattolico, era stato buttato giù il muro che divideva i soldati di castel Maniace dalla popolazione, per consentire loro un maggiore controllo), protestarono contro Almerigo, ma crearono gran danno soprattutto agli archivi generali aretusei (essi appiccarono il fuoco al palazzo vescovile, sede di importanti documenti). A seguito di ciò, Centelles fu richiamato nuovamente alla corte di Spagna, dove lo attendevano i sovrani, per sapere nei dettagli quanto accaduto.

## La città e la nascita dell'Ordine dei cavalieri di Malta
Carlo V aveva accordato al Senato siracusano il permesso di tenere, e all'occorrenza mandare, propri ambasciatori a corte, per cui la città, molto preoccupata dall'avanzare della potenza turca, decise di inviare alcuni dei suoi rappresentanti a Madrid, per informarlo personalmente della grave situazione in cui versavano le fortificazioni aretusee (dopo il conseguimento dei due bastioni difensivi, Carlo aveva richiesto altre fortificazioni, sollecitando più volte i siracusani, ma essi si erano momentaneamente arrestati di fronte alle spese belliche).
A palazzo reale, il 10 luglio 1528, s'incontrarono con il loro concittadino Claudio Mario Arezzo: egli aveva ricevuto da Carlo il titolo di «chronista et creado de Vostra Maestà Cesarea» (figlio del militare siracusano che due decenni dopo tali avvenimenti ordinerà che sotto l'arma della città venga apposta la scritta «Nisi fidelitas») e aveva dimorato con il sovrano in Germania e nelle Fiandre, lo aveva difeso dalle accuse che si erano scatenate contro di lui dopo il sacco di Roma e quando nel maggio del 1527 era stato battezzato il primo figlio dell'imperatore, Filippo II, Claudio aveva già dedicato al futuro re numerosi epigrammi. Quindi, data la vicinanza tra i due, i siracusani decisero di eleggerlo come loro ambasciatore, affidandogli il compito di «implorare il restauro delle mura e delle fortificazioni».
Ma Carlo V, cosciente da tempo del pericolo al quale andavano incontro particolarmente Siracusa e la costa della Sicilia orientale, aveva pianificato a breve termine altre mosse per la difesa della città aretusea, cosicché, quando i siracusani giunsero alla sua corte, egli aveva già preso accordi con i cavalieri di Rodi - ancora erranti - affinché questi venissero nel siracusano, per meglio difendere i confini dell'impero dagli attacchi del sultano turco Solimano il Magnifico.
(Tiron, abate, Historia y trajes de las Ordenes Religiosas, vol. II, 1854, p. 8.)

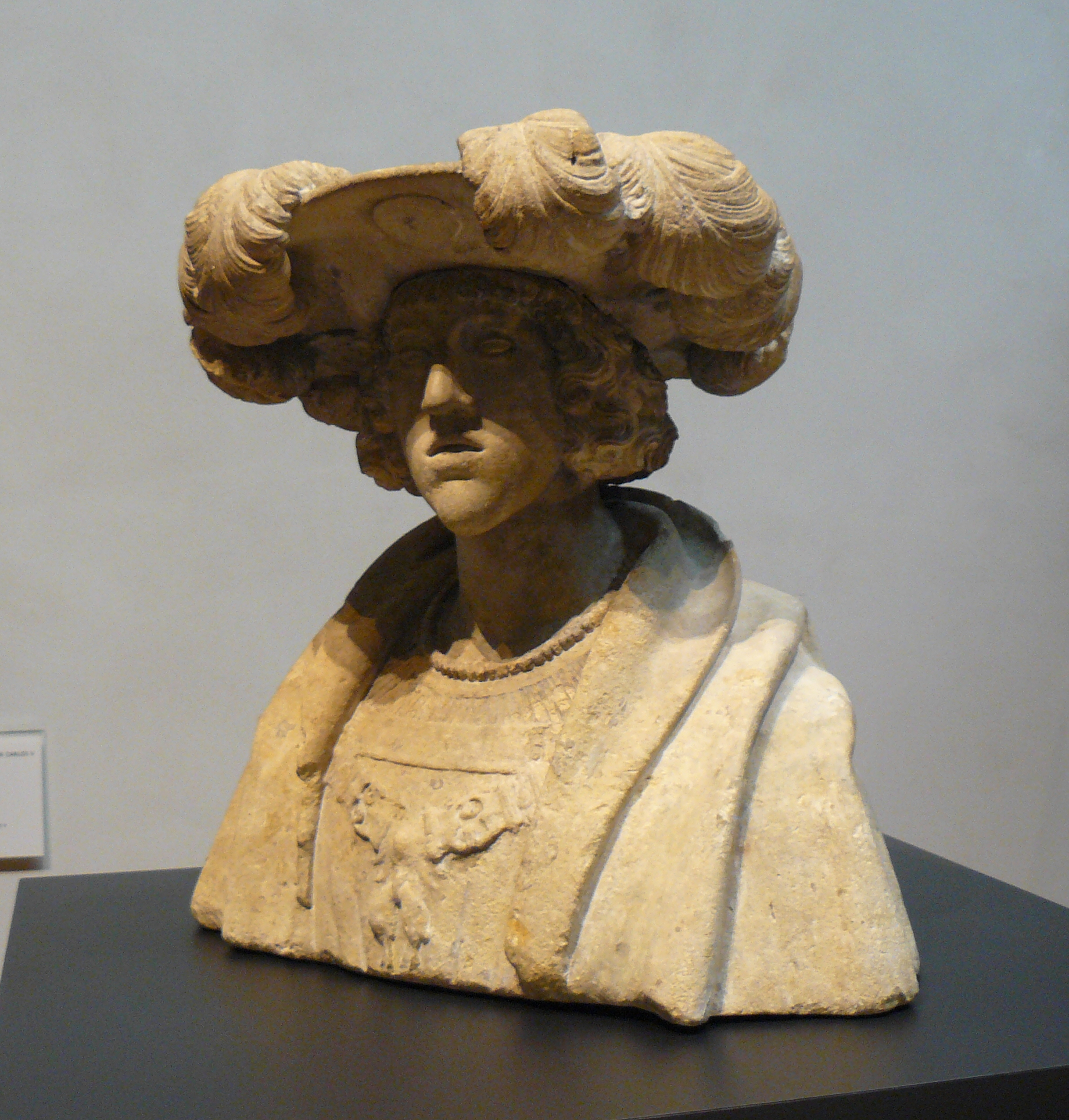
Busto di Carlo V negli anni '20 del '500 (museo nazionale di scultura, Spagna, Valladolid)

Il 4 dicembre 1524, quindi ancor prima della petizione del 1525 fatta a Carlo dal Gran Maestro in persona, i cavalieri erranti di Rodi avevano mandato all'imperatore due ambasciatori straordinari, con il compito di convincerlo a «prestare o affittare» la città di Siracusa, e il suo porto, con ogni sua giurisdizione all'Ordine giovannita, fino a quando Malta e Gozo (che, su proposta di papa Clemente VII, erano state ritenute un buon sito per farvi stabilire l'Ordine) non fossero state meglio munite. Tuttavia, Carlo V negò loro la, se pur temporanea, cessione di Siracusa, ed anzi li disse che, al suo posto, includeva con Malta e Gozo (le quali, specificò, rimanevano comunque parte del regno di Sicilia) la rocca di Tripoli, in Africa, che però era circondata da nemici, esortandoli ad accettare quanto lui stava proponendoli.
(Giacomo Bosio, P. III, lib. 2, p. 27.)
Il Gran maestro Philippe de Villiers de L'Isle-Adam non fu soddisfatto delle risposte ricevute a corte, e per lungo tempo meditò di provare a riprendere l'isola di Rodi, nella quale egli e i suoi cavalieri sarebbero stati sovrani assoluti e non vassalli di Carlo V. Il papa Clemente VII, però, li convinse a non rifiutare subito quanto offerto da Carlo, aspettando l'evolversi degli eventi (ancora nel 1528 il Gran Maestro spediva messi all'imperatore chiedendogli d'aiutarlo a riprendere in armi la dimora di Rodi).

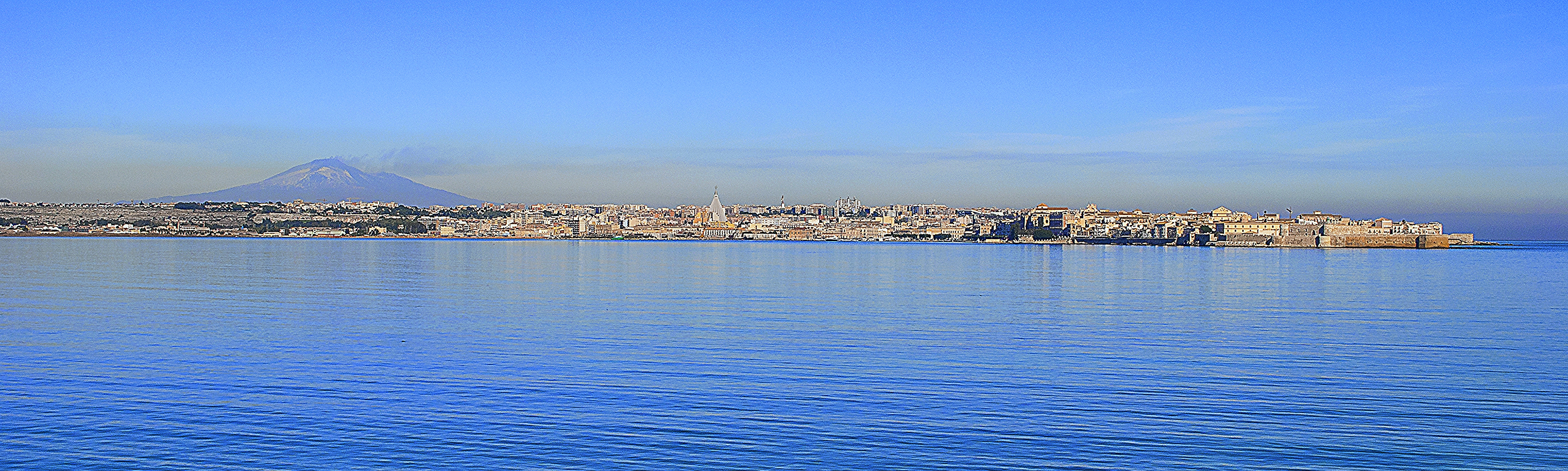
La città di Siracusa vista dall'interno della baia del suo porto Grande; sullo sfondo il monte Etna

Fu così che, mentre erano in pieno corso le trattative finali sul futuro dell'Ordine gerosolimitano, tutti i cavalieri, il 12 luglio del 1529, lasciarono solennemente la Francia, loro ultimo ricovero in linea temporale, e (vi è chi dice su consiglio o volere di Carlo V e chi dice che fu una loro iniziativa) si diressero verso Siracusa.
La loro prima sosta su questa rotta fu Augusta, nella quale approdarono il 13 settembre 1529 (o secondo altri documenti il 27 settembre). Il Gran Maestro voleva però prendere dimora, insieme a tutta la Religione, nel capoluogo aretuseo quindi, saputo ciò, i siracusani si riunirono nel loro Senato il 23 settembre per discutere della delicata faccenda e decidere come comportarsi; data la particolarità e importanza degli ospiti che volevano entrare in città. Infine si diede loro risposta ampiamente positiva e l'Ordine crociato di Gerusalemme si trasferì a Siracusa il 7 ottobre del 1529, di giovedì.

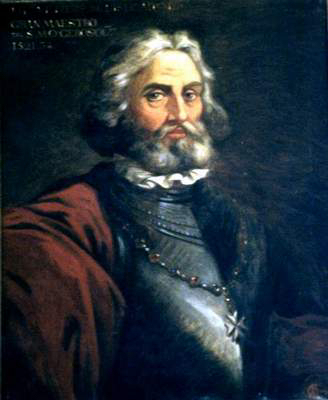
Ritratto del Gran Maestro Philippe de Villiers de L'Isle-Adam; egli fu l'ultimo dei cavalieri a lasciare Siracusa

L'armata che approdò era composta da 12 galee (nelle quali viaggiavano anche le reliquie che avevano custodito a Rodi, un tempo appartenute ai Templari), ornate di nero in segno di lutto, a causa della sconfitta subita. Sul molo si radunò la popolazione, ammutolita, e i suoi rappresentanti politici e religiosi: Almerigo Centelles con tutto il Senato e Ludovico Platamone con il clero. I cavalieri, in atteggiamento e vesti da penitenti, vennero accolti benevolmente. Ai siracusani erano note le gesta dei cavalieri di Rodi; essi, tra l'altro, erano presenti in città, con chiese e immobili di loro appartenenza, fin dal XIII secolo.
Un siracusano fu inoltre legato proprio alla nascita di questo antico Ordine: Simeone da Siracusa (primo santo a essere canonizzato), quando tutto il territorio aretuseo era sotto la dominazione musulmana, nell'XI secolo, lasciò la patria e divenne monaco a Betlemme, e per sette anni guidò e scortò i pellegrini che volevano visitare la Terra santa. Divenuto primo duce o capo-ospitaliere, a Gerusalemme egli fu il rifondatore della benedettina Sacra Domus Hospitalis; lo stesso ospedale che, durante la sua reggenza, prese il nome di San Giovanni Battista e divenne l'emblema dell'appena nata confraternita ospitaliera, guidata da Gerardo Sasso e formata da un gruppo di frati ospitalieri e da alcuni laici amalfitani, che da quel luogo presero il nome (cavalieri Ospitalieri di San Giovanni in Gerusalemme; in seguito meglio noti come cavalieri di Rodi, dal nome dell'isola dove si trasferirono). Gerardo, dopo la morte di Simeone, sostituì il siracusano nella reggenza dell'ospedale gerosolimitano (l'ordine, militarizzato, ereditò nel 1312 tutti i beni dei soppressi cavalieri Templari, su volontà di papa Clemente V). A Simeone si attribuisce anche l'inizio dell'opera di predicazione per la liberazione della Sicilia dal potere arabo e quindi il principio delle Crociate.

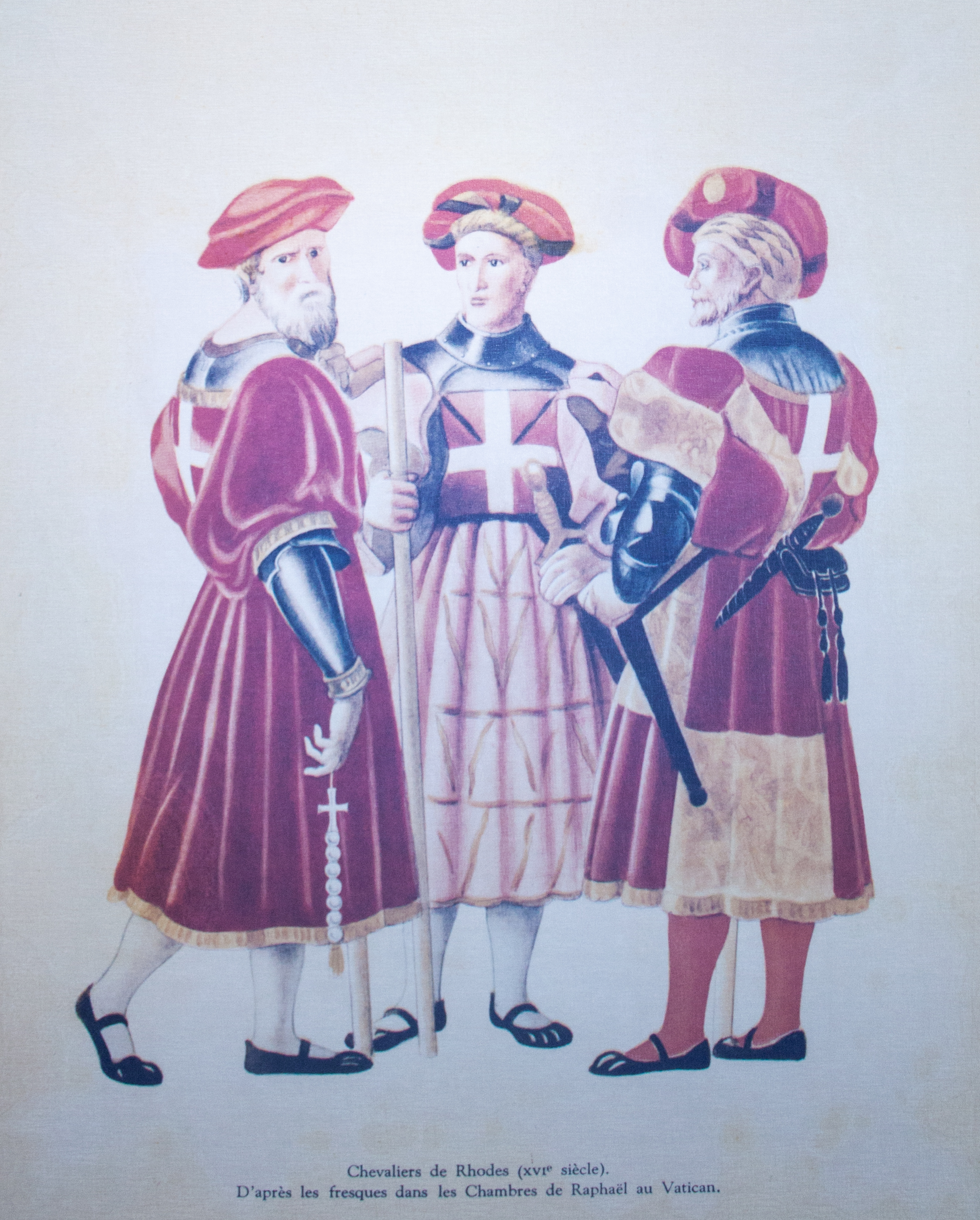
Cavalieri Ospitalieri gerosolimitani del 1500 (dal museo della Sacra Infermeria de La Valletta, Malta)

La sacra milizia rimase un anno nella città d'Aretusa: dall'ottobre del 1529 all'ottobre del 1530. Come prima cosa si diede loro ospitalità: il Gran Maestro prese alloggio presso il palazzo del governatore Almerigo Centelles, ovvero palazzo Beneventano del Bosco, mentre il resto dei cavalieri rodesi vennero sistemati nel convento francescano (appartenente all'Ordine dei frati minori conventuali, denominazione nata nel 1517). S'instituì il loro Ospedale (Sacra Infermeria), e la loro sede principale, nel palazzo di Centelles, di proprietà all'epoca degli Arezzo (e passato in seguito al ramo siracusano dei Borgia, fondatori nel medesimo palazzo della Commenda aretusea dell'Ordine).
All'epoca a Siracusa la gente, spesso, abbandonava i figli per la troppa povertà (i cosiddetti trovatelli o esposti) e i cavalieri, durante la loro permanenza, formarono presso piazza del Duomo un punto di raccolta sanitario dove le madri siracusane potevano affidare a loro i bambini (detto l'ospedale delle donne): essi si facevano carico delle spese necessarie alla crescita del neonato, allevandoli nello stile di vita cavalleresco dell'Ordine (i cavalieri giovanniti erano infatti noti per raccogliere i bambini in Europa, da famiglie in difficoltà economiche, e insegnare loro l'esercizio delle armi e della religione cristiana, senza tuttavia negare alle madri di continuare a vederli); circa 60 bambini siracusani li vennero affidati in meno di un anno (il loro ospedale rimarrà operativo in città fino al XIX secolo). Oltre ciò, i cavalieri edificarono, sempre nel 1529 e a loro spese, un Oratorio dedicato a santa Eulalia di Barcellona (secondo altri invece fu dedicato alla Madonna della Misericordia), che divenne il luogo delle loro riunioni. Il Gran Maestro concesse anche un prestito finanziario alla città di Siracusa, la quale si trovava a corto di denaro e rischiava di non poter garantire ai propri cittadini il necessario rifornimento di cereali.
Quando i cavalieri presero dimora a Siracusa, Carlo V era in viaggio verso l'Italia per adempiere alla sua seconda incoronazione imperiale (la prima, ufficiale, avvenne nel 1519 e il papa che allora gli mise la corona imperiale sul capo fu Leone X), voluta per sancire la pace appena fatta con il papa Clemente VII (pace di Barcellona), gli stati italiani del Nord, che in precedenza non lo avevano voluto riconoscere, e il re di Francia Francesco I (pace di Cambrai), in modo tale che la Cristianità d'Occidente potesse unire le forze e combattere in maniera più efficace la Sublime Porta.
Dopo la solenne cerimonia, svoltasi il 24 febbraio 1530 nella città di Bologna, Carlo un mese dopo si trovava ancora nei confini emiliani, e fu quindi nel centro urbano bolognese di Castelfranco Emilia che, il 24 di marzo, consegnò agli ambasciatori dell'Ordine giovannita, diretti a Siracusa, il documento che attestava il loro perpetuo infeudamento nelle isole di Malta e di Gozo.

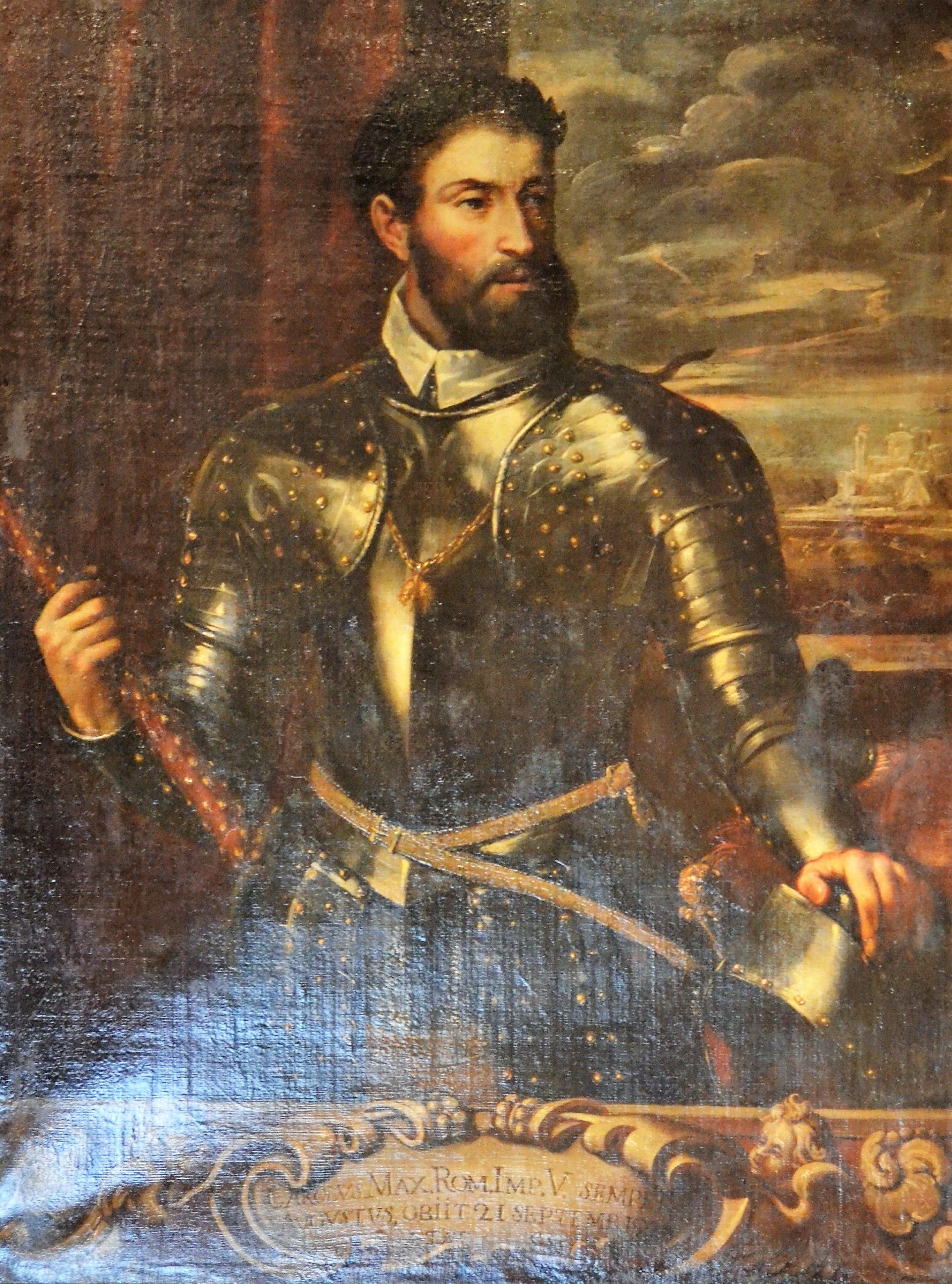
Carlo V al principio delle guerre turco-asburgiche (anni '30 del '500)

Giunto in terra aretusea il foglio imperiale, i cavalieri lo lessero e riunendosi in capitolo il 15 aprile 1530, decisero di accettare ufficialmente la concessione così come voleva Carlo. Il 25 maggio di quello stesso anno, anche il papa ufficializzò la nuova sede dei cavalieri di Gerusalemme. Gli ambasciatori dei cavalieri, a nome della Religione, andarono a giurare in giugno (o secondo altri il 29 maggio), prima nelle mani del viceré di Sicilia, Ettore Pignatelli, a Messina, e in seguito a Malta.
Nel contempo, i Maltesi, gli abitanti originari dell'antica isola, spedirono a Siracusa, per l'Ordine, le loro volontà: essi al principio avevano visto la cessione della loro isola ai cavalieri come un atto di prepotenza e usurpazione da parte di Carlo V (si trattava pur sempre di un Ordine religioso a regime militaresco, che oltre alla protezione avrebbe anche attratto molti nemici nella loro sede), ma quando videro che l'imperatore s'impegnava a tutelare gli interessi della popolazione, decisero di accettare pacificamente i nuovi venuti, rendendo loro omaggi con la carta di Siracusa.
Inoltre, il 15 luglio 1530, essi mandarono ambasciatori in città (Paolo de Nasia, Giovanni Cavalar, Francesco Platamone e Pietro Magnare) per compiere l'atto di obbedienza ai cavalieri a nome del Senato e del popolo maltese. Il Gran Maestro, il giorno dopo, 16 luglio 1530, rilasciò loro la bolla che confermava l'inviolabilità dei privilegi dei Maltesi da parte dei cavalieri:
(Gran Maestro Philippe de Villiers de L'Isle-Adam, ai Maltesi, Siracusa, 16 luglio 1530.)
Poco alla volta, la "Religione" iniziò a lasciare il capoluogo aretuseo per prendere possesso di Malta. Rimaneva ancora il Gran Maestro a Siracusa, poiché egli stava aspettando che Carlo V risolvesse alcune questioni fiscali pendenti con il viceré Ettore, che rischiavano di far saltare l'accordo. Egli era disposto a rimanere a oltranza in città, fino a quando non fosse stato ascoltato. Quando finalmente gli ultimi problemi si risolsero, il Gran Maestro ordinò che venisse spedito a Palermo il falcone annuale richiesto da Carlo come simbolo (e unico pegno) del loro vassallaggio nei suoi confronti, poi fece caricare nelle galee le reliquie, gelosamente custodite, e lasciò Siracusa il 26 ottobre 1530, approdando nella vicina Malta. Da allora l'Ordine dei cavalieri di San Giovanni di Gerusalemme, fu comunemente conosciuto come Ordine dei cavalieri di Malta.

## La guerra contro l'impero ottomano

### Nuove fortificazioni

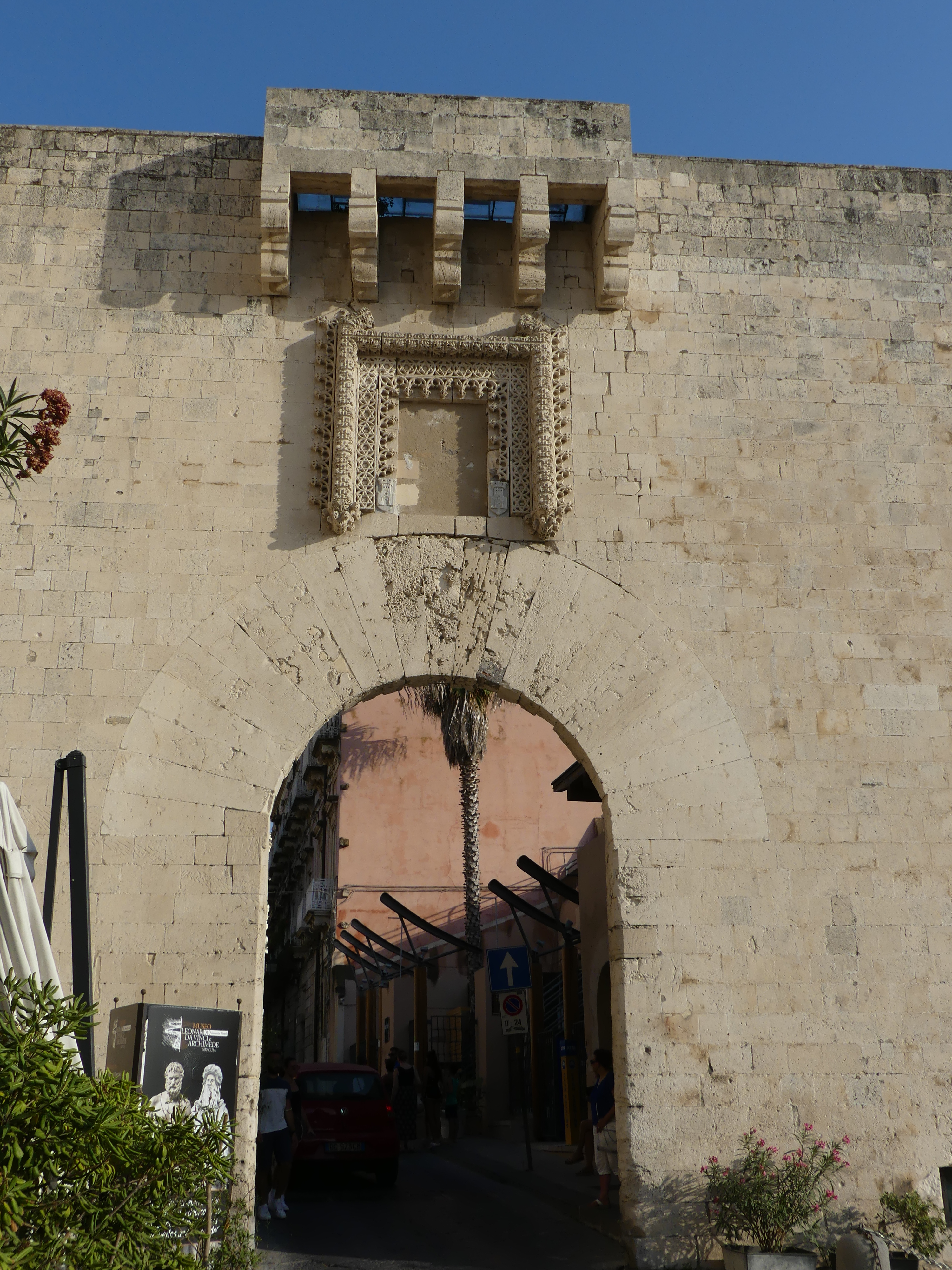
Ortigia, la porta della Marina (detta dell'Aquila). Durante il regno di Carlo V vennero nuovamente alzate le mura di Siracusa e in essa si entrava e si usciva solo attraverso tali porte

Il re di Sicilia temeva che Solimano il Magnifico stesse tramando di attaccare i suoi domini nell'isola maggiore del Mediterraneo, e che l'accanita lotta che stava conducendo il sultano per entrare nel Nord Europa (vi erano già stati degli scontri in Germania, quindi Carlo disponeva difese per l'Austria e l'Ungheria) potesse improvvisamente spostarsi in terra siciliana. Per tale motivo egli, il 17 maggio del 1531, ordinò al viceré Ettore di aprire una seduta speciale del parlamento isolano, durante la quale, oltre all'ordinario donativo regio di 300.000 fiorini annui, ne chiedeva altri 100.000 da adoperarsi specificatamente solo per Siracusa, Trapani e Milazzo, giocando queste tre realtà geografiche un forte ruolo per la difesa del Regno.
Il parlamento diede esito positivo alla richiesta di Carlo, e i 100.000 fiorini sarebbero stati pagati con rate annue da 20.000 fiorini ciascuna. Le città della Camera reginale però (che, come in passato, ne volevano sapere molto poco delle faccende economiche del capoluogo) protestarono, anche se la parte di donativo che si esigeva da esse poteva dirsi modesta, rispetto a quella concessa da diverse altre città siciliane.

I confini dell'impero ottomano nel secolare periodo del suo apogeo

La situazione bellica peggiorò e da Costantinopoli arrivarono notizie allarmanti su una grossa flotta che il sultano aveva intenzione di spedire contro la Sicilia. Quindi Carlo, il 7 marzo del 1532, chiamò un altro parlamento straordinario, stavolta per richiedere un aumento di soldati, ancora a spese dei siciliani. I soldati dovevano essere nativi dell'isola - i soldati spagnoli formavano un altro tipo di conteggio - e dovevano raggiungere le 10.000 unità.
Solimano il Magnifico divenne un'ossessione per Carlo, e lo fu anche per Siracusa, poiché più l'imperatore temeva che i suoi domini potessero essere attaccati, e più i siracusani venivano rinchiusi nella loro città: ben presto il libero commercio navale dell'area aretusea si bloccò e si aprì piuttosto alla servitù militare, anche se Carlo pare s'impegnasse affinché i siracusani subissero il meno possibile gli inevitabili abusi che comportava l'avere in seno una numerosa guarnigione di soldati.
l'11 dicembre 1532 morì Almerigo Centelles e i siracusani elessero il loro ultimo governatore della Camera: Lluís Gilabert, il quale però fu inviso ai cittadini e venne in un periodo teso, dove tutte le attenzioni erano rivolte alla causa bellica, per cui il suo ruolo veniva spesso scavalcato dagli altri senatori della Camera, che preferivano rivolgersi direttamente all'imperatore.
Nel novembre del 1533 il viceré Ettore scrisse a Sua Mestà rendendolo partecipe del fatto che stava spedendo a Siracusa l'ingegnere militare bergamasco Antonio Ferramolino, per fargli studiare e sviluppare le fortificazioni aretusee (il Ferramolino era diretto da Carlo ma si trattenne in città per via delle costruzioni). Il 1533 fu l'anno in cui il sovrano di Spagna diede l'avvio al restauro delle antiche mura siracusane, per far circondare con esse, e con i bastioni, tutta l'isola di Ortigia, in modo tale da non dare nessun punto scoperto al nemico.
Carlo V fece inoltre interrare il porto Marmoreo dei Greci, il Lakkios (odiernamente detto anche il porto Piccolo), poiché troppo difficile da difendere con le forze a disposizione, cosicché le navi avversarie non vi si potessero annidare (non risulta invece veritiera la notizia secondo la quale Carlo V diede l'ordine di guastare il porto Grande di Siracusa, a causa della sua preoccupante vastità, dato che figura invece nell'elenco dei soli 5 porti siciliani che l'imperatore voleva si mantenessero a pieno ritmo militare).

### I soldati Spagnoli giunti da Corone e la venuta di Carlo V in Sicilia
Nella primavera del 1534, dopo che l'Armada spagnola (la stessa che l'anno successivo sarà impegnata a Tunisi) subì una sconfitta per opera degli Ottomani nella greca Corone (1534), le navi, con a bordo alcuni marinai affetti dalla peste e per questo tenuti separati dal resto delle ciurme, vennero in Sicilia, a Messina, per pretendere dal viceré Ettore il loro stipendio da soldato al fedele servizio dell'imperatore. Ma avendo il viceré timore di un contagio, divise l'Armada e (dopo aver tentato invano di convincere gli Spagnoli a ritirarsi presso l'isola di Favignana) assegnò quei capitani con i relativi soldati e marinai a diverse città, quasi tutte della costa orientale, dove sarebbero dovuti stare quaranta giorni in isolamento (quarantena) prima di poter circolare tra le popolazioni siciliane. Ettore quindi ordinò che la nave del capitano Francisco Sarmiento approdasse ad Augusta e quella di Luis Picaño e di Alonso Carrillo a Siracusa.
Il resto dell'Armada riuscì a entrare e a prendere l'alloggio assegnato senza difficoltà (tra Cefalù, Taormina e Catania); anche ad Augusta si riuscì a trovare una soluzione dopo un momento di iniziale tensione, facendo sbarcare l'equipaggio spagnolo presso Megara Iblea, sita sempre nel perimetro augustano (qui gli Spagnoli si costruirono degli alloggi di fortuna con le pietre raccolte tra le vie dell'antica città distrutta in epoca greca), ma dove la situazione apparve critica, per i soldati dell'Armada, fin dal principio, fu Siracusa: questa città (la quale era già stata visitata dall'intera Armada un paio di giorni prima, per rifornirsi di viveri, dopo che aveva provato ad attraccare a Malta) non ne volle sapere di accogliere la nave militare, possibilmente infetta, e se anche i due capitani mostrarono al governatore della Camera il foglio di accesso rilasciato dal viceré, ciò non servì a permettere loro la discesa a terra.
Quando i capitani, spazientiti, accusarono i siracusani di essere indisponenti nei confronti dell'imperatore, per tutta risposta si videro puntate velocemente le armi addosso, decisero quindi di ritornare momentaneamente a bordo della nave, visto il dieciso rifiuto. La situazione peggiorò e intervenne anche il capitano della guarnigione spagnola della città, Hernando de Vargas, con il compito di mediatore tra le due parti. Il Senato siracusano impose allora agli Spagnoli di consegnargli le armi, se volevano restare dentro le mura della città per la quarantena:

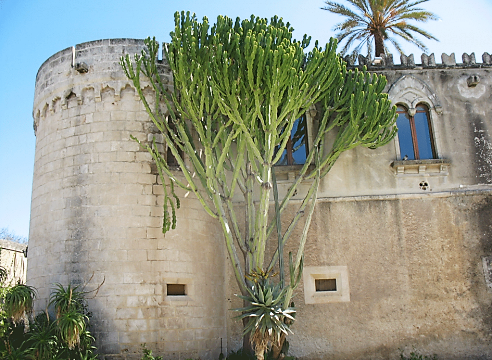
Il castello della Targia (nel feudo Duecentesco)

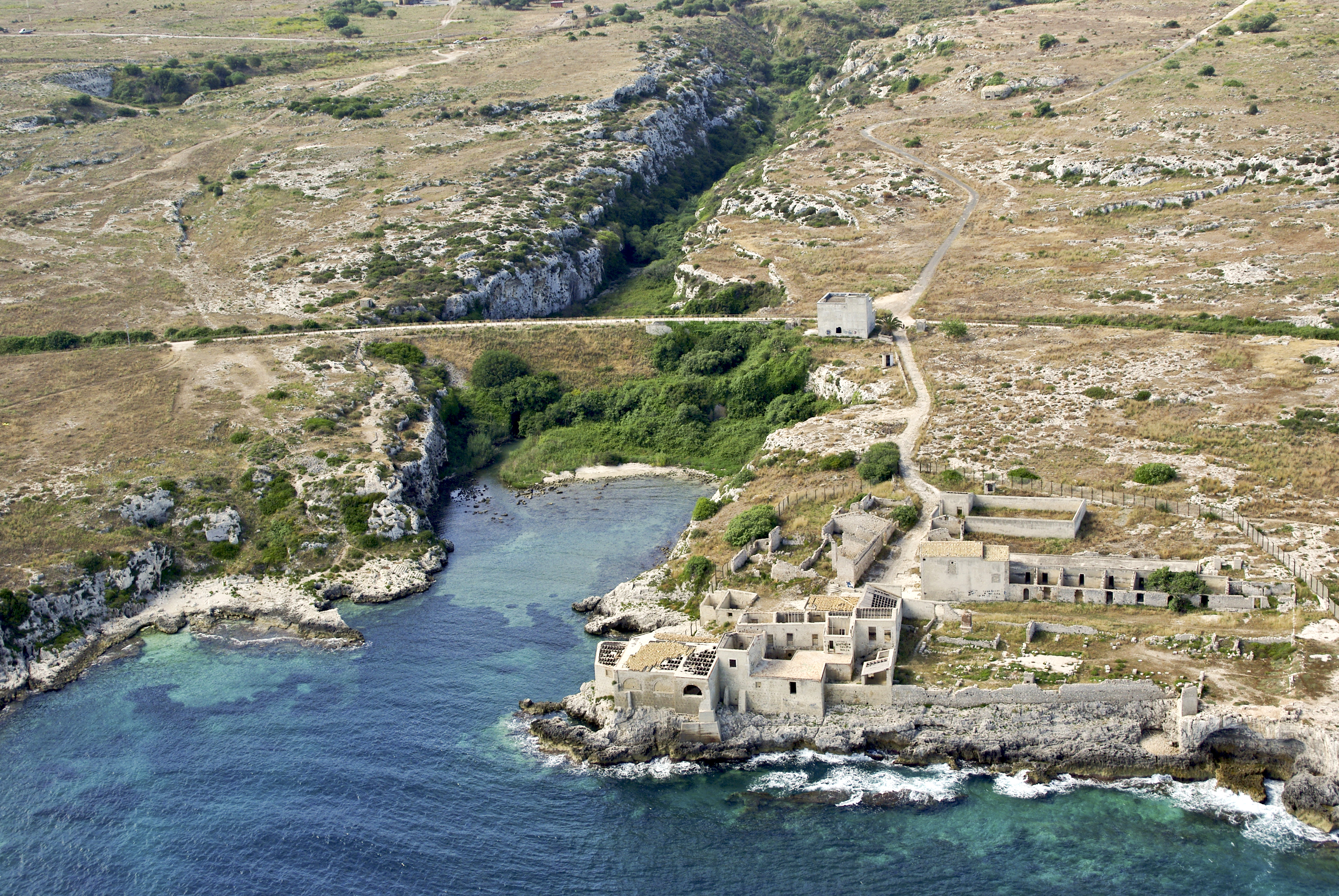
L'area della Targia, dove i militari spagnoli, unitisi con quelli di Megara, volevano ingaggiare lo scontro armato contro i siracusani che giungevano da Ortigia

I capitani, sdegnati, infine risposero che «siendo tan buenos soldados, nunca rindieron sus armas á otra ninguna persona, y que ántes perderian las vidas cada uno por sí que rendir sus armas á persona ninguna de ninguna condicion que fuese».
Il 4 maggio, senza trovare un accordo, i capitani e i soldati vennero fatti sbarcare fuori dalla città, ma sempre nel territorio comunale («en el señorío de Zaragoza»), presso la Targia, dove sorgeva l'omonimo castello (oltre la «punta de Santa Panaya», ovvero Capo Santa Panagia). Alcuni siracusani, però, volendoli allontanare definitivamente dai loro domini, li seguirono e lanciarono loro qualche colpo di artiglieria. I capitani dell'Armada spagnola, a questo punto oltremodo contrariati e sorpresi, si riunirono con i loro vicini di Megara Iblea, per decidere che fare con i siracusani.
Dopo aver stabilito di voler «dalles tal castigo á los de Zaragoza que otros no pudiesen hacer otro tanto como aquéllos habian hecho» («dare ai siracusani un castigo tale che altri non potrebbero fare tanto come quello che loro avevano fatto»), si prepararono ad assalirli, ma fortunatamente intervenne il signore di Melilli (la cui altura padroneggiava l'area sottostante e poté vedere lo spettacolo che i soldati stavano dando alle popolazioni limitrofe), Antonio Branciforte, che prese le difese dei siracusani, dando loro ragione (Siracusa era una città che, proprio per avere vocazione mercantile, aveva patito più e più volte per le devastanti epidemie della peste, per cui adesso diffidava profondamente), e li convinse a non attaccare coloro che invece avrebbero dovuto proteggere. Gli Spagnoli acconsentirono e si calmarono, anche se il capitano alloggiato a Megara, Francisco Sarmiento, rimase del parere che l'Armada avrebbe dovuto «castigare gente talmente ribelle, come avevano dimostrato di essere i siracusani» e che la prossima volta non avrebbero dovuto ascoltare le preghiere di nessuno.
Passarono i quaranta giorni richiesti (durante i quali i soldati progettarono l'ammutinamento contro il viceré Ettore che non voleva pagarli nella maniera che essi ritenevano più opportuna) e alla fine, dato che gli Spagnoli risultarono essere non affetti dalla peste, venne permesso loro di sbarcare dentro la città, il 4 luglio 1534.
Il mese successivo di quell'anno (agosto 1534) la Sublime Porta riuscì a conquistare una pericolosa base navale presso Tunisi, grazie all'operato del suo nuovo ammiraglio Khayr al-Din Barbarossa (la cui ultima azione da pirata libero fu proprio contro le navi di Siracusa, nel luglio del 1533, prima che Solimano il Magnifico lo ingaggiasse tra le sue schiere, quello stesso mese).
Carlo V, che nel medesimo periodo inviava una lettera al viceré Ettore chiedendogli di provvedere «ai bisogni particolari di Siracusa» (in quanto la città sentiva che i propri privilegi non venivano rispettati), ricevette la richiesta d'aiuto da parte del legittimo re di Tunisi, Muley Hassan, il quale sperava che l'imperatore potesse aiutarlo a riprendersi il suo regno. Carlo acconsentì, in modo tale da riuscire a far allontanare la Sublime Porta dai confini siciliani.
Alla conquista di Tunisi (1535) partecipò l'imperatore in persona. I capitani che in precedenza erano stati protagonisti del tentato sbarco a Siracusa, vennero chiamati da Carlo a guidare le truppe spagnole in terra africana, al suo fianco. La guarnigione siracusana venne chiamata anch'essa in questa impresa, per cui Hernando de Vargas raggiunse il resto della numerosa Armada imperiale che, giungendo da più parti d'Europa, si riunì nelle acque della Sicilia occidentale e da lì passò, sotto la guida di Carlo, nei domini di Barbarossa. Ai suoi soldati l'imperatore tenne un discorso sull'ammutinamento; su quanto egli detestasse tale pratica e la trovasse da vili. Li esortò quindi a non tradire la sua fiducia, dimostrando quanto egli tenesse al servizio che gli offrivano, dato che era disposto a morire lì, con loro, nella terra di Barbería.
La spedizione spagnola contro il pirata al servizio di Solimano infine andò bene: Carlo V, dopo aver espugnato La Goletta, prese Tunisi e vi cacciò il Barbarossa. Approdò quindi trionfante in Sicilia.
L'itinerario siciliano di Carlo, solenne e celebrativo, non comprese una tappa a Siracusa; del resto troppo distante dal taglio tutto settentrionale che il suo entourage organizzò per fargli attraversare l'isola internamente (egli prese la via delle montagne) fino allo Stretto, lontano dalle coste, dove vi era il pericolo d'incursioni piratesche e turche (approdò in Sicilia il 20 di agosto del 1535 e la lasciò il 3 novembre dello stesso anno). Mentre Carlo si trovava ancora nella loro isola, i siracusani si sentirono in dovere di fargli dei doni, per cui inviarono dei loro rappresentanti per raggiungerlo e incontrarlo nei luoghi dove egli aveva preso dimora:
Fu mandato al suo cospetto il patrizio Giovanni Bellomo, con il compito di consegnargli un donativo regio (volontario, poiché la città era esentata dal compiere tale pratica, per il suddetto privilegio confermatole dallo stesso Carlo nel 1519) che non sfigurasse se comparato alla ricchezza, ben più evidente, di cui godevano le maggiori città siciliane (d'altronde i siracusani avevano puntato tutto sulla fedeltà da mostrare ai loro monarchi di Spagna, piuttosto che su una floridezza economica ormai non più possibile da tempo).
Carlo V accolse e accettò benignamente (o graziosamente) il dono fattogli dai siracusani. I quali però non dissero all'imperatore che per mettere insieme i soldi il loro comune aveva dovuto vendere ai privati uno degli unici due feudi che gli erano rimasti (fu venduto il feudo del Pantano). Oltre ciò, il comune di Siracusa volle fare incidere una lapide per ricordare ai posteri l'impresa che Carlo quell'anno aveva compiuto: «Carolo V Caesare et Isabella regnantibus | Post captum Tuneta | Respublica Syracusana | Mense Augusto 1535».
La città di Caltagirone mandò allo stesso tempo come suo ambasciatore a Carlo il patrizio Filippo Bonanno, barone di Canicattì (erede di una famiglia toscana trasferitasi prima a Palermo e poi nel centro ereo-ibleo), il quale, avendo sposato la siracusana Eleonora Platamone, divenne per diritto uxorio cittadino siracusano e, per fare cosa gradita all'imperatore (essendo divenuto «amatissimo di quel Sire»), come segno di devozione si impegnò a mantenere a sue spese una compagnia di 200 uomini armati da piè per tre mesi nella città aretusea, per meglio difenderla in quei frangenti concitati. E visto che per la corte spagnola Siracusa aveva sempre bisogno di soldati e fortificazioni, il suo fu un dono elogiato (Filippo fu il capostipite dei Bonanno siracusani, con lui gli averi di questa famiglia vennero amministrati da Siracusa, dove nasceranno i primi duchi di Montalbano e i principi di Linguaglossa, Cattolica Eraclea e Roccafiorita).

### Il viceré Gonzaga, Andrea Doria e l'ammutinamento dei soldati
Il 7 marzo 1535 era morto il viceré Ettore, e Carlo durante la sua permanenza in Sicilia aveva nominato come suo successore Ferrante I Gonzaga; ebbe l'ordine di preparare le difese cruciali dell'isola, per questo motivo egli venne fin da subito a Siracusa e ad Augusta (la quale preoccupava non poco l'intera corte spagnola, avendo grandi spazi costieri accoglienti e abbandonati).

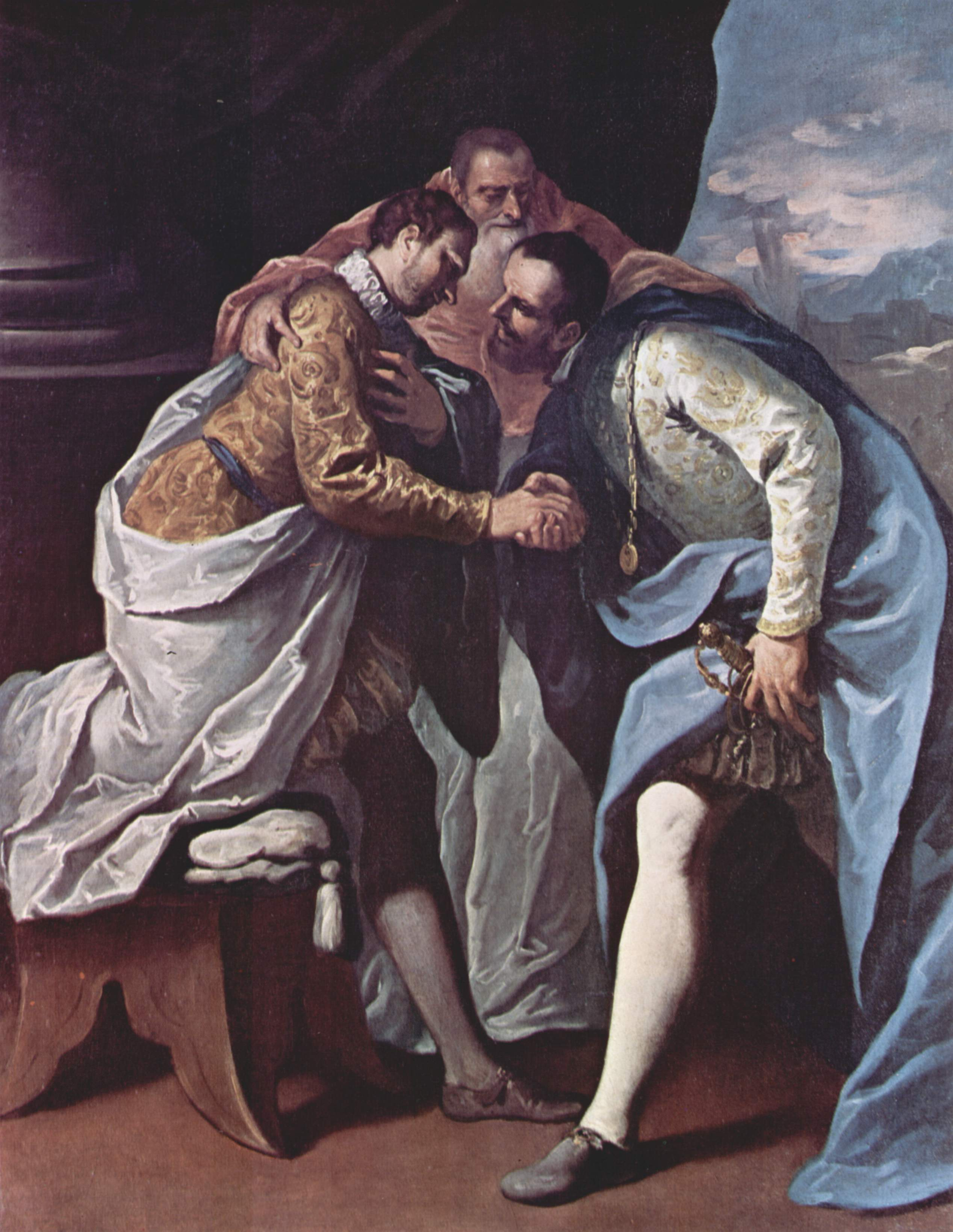
La pace momentanea tra Francesco I e Carlo V, sancita da papa Paolo III nel 1538 (la Francia seguiterà con l'alleanza ottomana anche in seguito alla breve tregua con la Spagna)

Gonzaga, dopo aver perlustrato tutta la Sicilia orientale, definì Siracusa come l'unica vera fortezza tirata su in questa grossa fetta del Regno (che poi era la parte più esposta al pericolo, perché, come disse all'imperatore, era la più fertile e quella di più facile accesso), mentre Catania e Messina vennero da egli bellicamente definite «abandonate et senza alcuno pensamento di defenderle», per cui avvertì che: «Ritrovasi una sola fortezza che è quella di Syracusa».
Il viceré rimase a lungo nel siracusano. Il suo fu un governo travagliato, poiché capitò nel mezzo della guerra di Carlo alla potenza turca: era incaricato di chiedere sempre più denaro a una Sicilia già stremata, per sostenere le spese belliche. Al principio del suo vicereame i siracusani furono costretti a pagare 5.000 scudi per proseguire con le fortificazioni (ma arriveranno a versare per la difesa di quel periodo fino a 22.000 scudi).

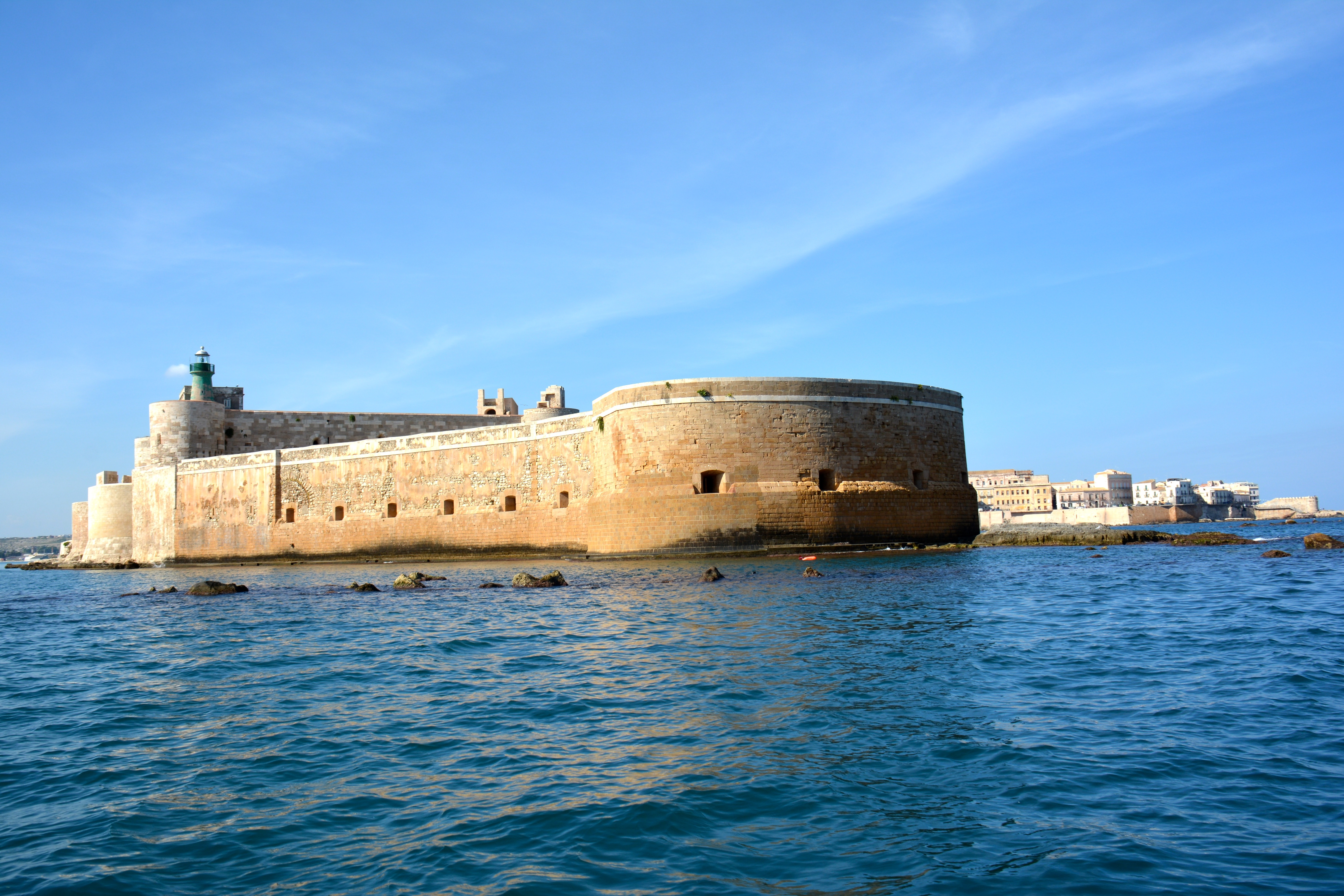
Il castello Maniace visto dal suo lato frontale, quello delle bocche dei cannoni. Esso ospitò sia Ferrante Gonzaga sia Andrea Doria nel 1540-41

Nel 1538 si verificò un grave ammutinamento di soldati Spagnoli: essi erano giunti dalle fortezze dell'Africa, dove si sentivano dimenticati e senza l'adeguata paga, e approdarono in Sicilia nel val Demone (lato nord-orientale) in cerca di denaro. Gonzaga faticò a sedare la vasta ribellione, poiché i soldati Spagnoli avevano la peculiarità di non perdere l'ordine militare anche quando non rispondevano più a un loro superiore regio (essi piuttosto eleggevano un capo tra i soldati stessi e rimanevano compatti; un esempio di ciò che gli Spagnoli erano capaci di fare è il cinquecentesco sacco di Anversa, detto la furia spagnola, avvenuto nei Paesi Bassi, che contribuì a far nascere la leyenda negra española). Il viceré temeva quindi grandemente le conseguenze del loro ammutinamento. Dopo essere riuscito a corromperli, nel 1539, facendoli credere che sarebbero stati perdonati se si fossero arresi, li divise tra Siracusa, Augusta, Lentini, Caltagirone e altri luoghi vicini, e infine li condannò a morte. La sua vendetta fu così decisa e cruenta che «da Messina fino a Siracusa si vedeano le spiagge piene di cadaveri» (egli li mandò alla forca e i loro corpi rimasero insepolti).
La Spagna si sdegnò dell'azione del viceré di Sicilia, ma Ferrante Gonzaga non era toccabile poiché aveva agito a quel modo con il consenso dell'imperatore. Nel frattempo, fervevano i preparativi di Carlo V per una nuova spedizione di persona in Africa: si apprestava stavolta a navigare per conquistare Algeri (altra roccaforte di Barbarossa e territorio vassallo di Solimano il Magnifico).
Gonzaga aveva il compito di lasciare il Regno ben munito prima della sua imminente partenza con l'imperatore; per tale motivo nel 1540 si trovava di nuovo a Siracusa, per controllare lo stato delle fortificazioni, ma, mentre egli camminava tra i siracusani, dovette affrontare un nuovo ammutinamento: in questa occasione furono i soldati Spagnoli del presidio aretuseo ad aggredirlo; essi volevano ucciderlo (dopo i fatti del '39 Gonzaga era detto nella milizia iberica, segretamente, «lo inhumano, cruel enemigo de Españoles, y desseoso de derramar su sangre») e mentre essi si sfogavano portando scompiglio in città (in questa occasione distrussero con un grave incendio la documentazione relativa all'antico monumento che ospitava la curia vescovile), pretendendo le paghe arretrate, Ferrante Gonzaga riuscì a salvarsi per un soffio, essendosi rifugiato nella sicura fortezza del castello Maniace.

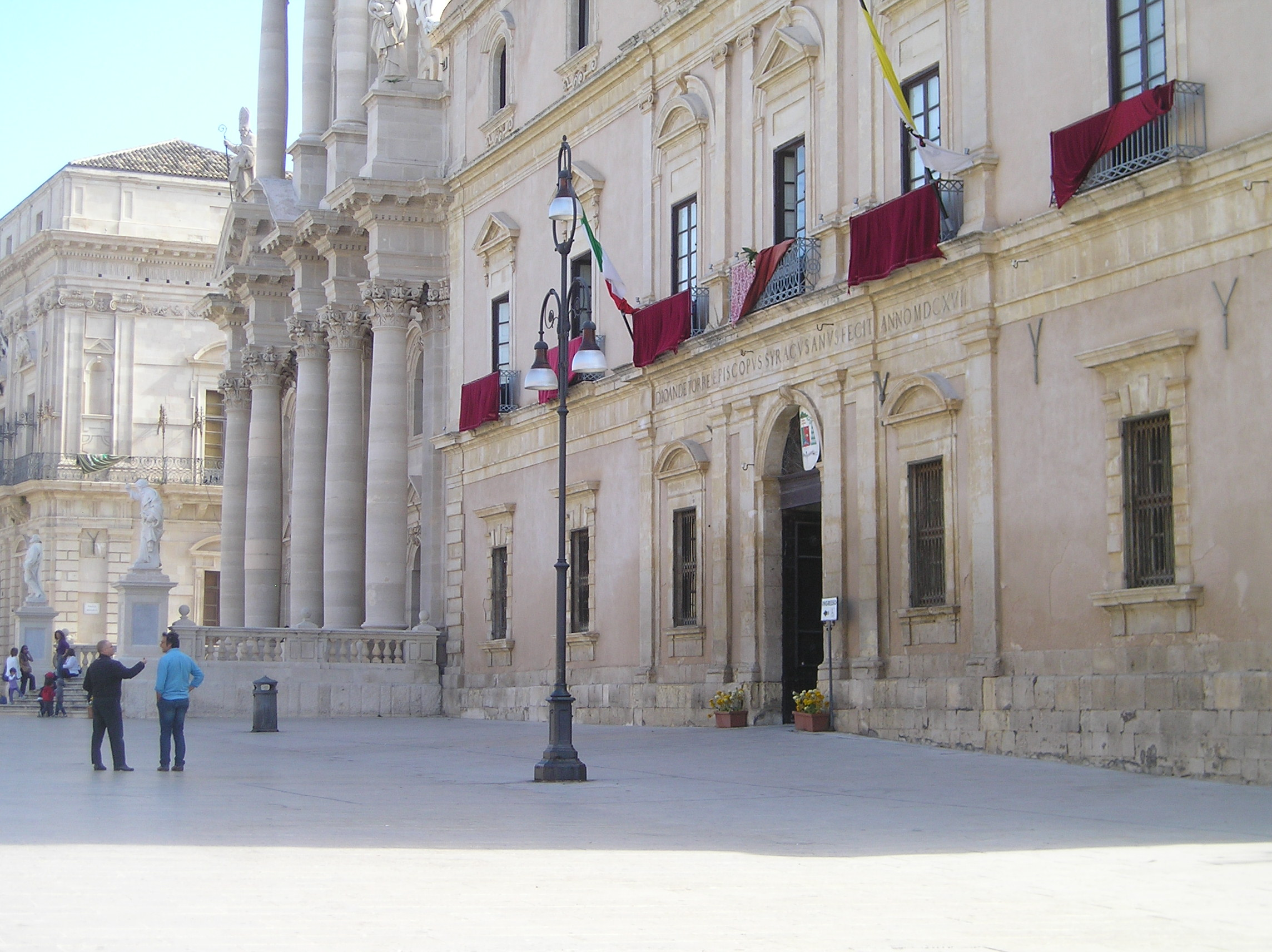
Il palazzo arcivescovile siracusano, il cui interno venne saccheggiato e incendiato dai soldati Spagnoli durante le rivolte contro Centelles e Gonzaga

Venne in soccorso del viceré l'ammiraglio Andrea Doria, che era giunto in Sicilia per andare insieme a Ferrante in Africa, dove dovevano aiutare, per ordine di Carlo V, il re di Tunisi (il quale, dopo l'impresa del '35, era circondato da nemici). Doria venne a Siracusa con 80 galee e con Gonzaga riuscì a sedare la rivolta della milizia spagnola. I tumultuosi finirono le loro vite nelle forche e sulle navi.
Poco tempo dopo, al principio della primavera del 1541, la città subì un altro ammutinamento; stavolta si trattava di fanti iberici giunti da Monastir: Gonzaga e Doria li avevano chiamati in Sicilia dalla fortezza tunisina, conquistata l'anno precedente. Tuttavia, una volta giunti sull'isola, ci si rese conto che erano in troppi e che non si disponeva del denaro necessario per pagarli tutti, così, essendosi già sparsa la voce dei loro malumori (incominciati a Monastir), il viceré li divise e ne affidò 5 compagnie a Siracusa. Nella città d'Aretusa, però, diedero origine a una rivolta, a causa del mancato compenso. Gonzaga riuscì a farli imbarcare per la Spagna, ma essi rimasero intorno alla Sicilia per un po' e infine sbarcorono in Calabria e s'inoltrarono nella regione montuosa del Regno di Napoli (il loro ammutinamento finì comunque al tribunale della corte di Spagna e venne emessa una sentenza).
Nel contesto della missione di Algeri, per evitare il ripetersi di simili esperienze, il viceré raccolse più soldi da dare ai soldati destinati a Siracusa: Caltagirone, ad esempio, offrì 5.000 ducati, e il viceré versò anche i suoi 1.000 per tale causa (che gli erano stati donati sempre dalla città erea-iblea). Ma il ruolo chiave di Siracusa, la sua capacità di attirare nemici alle porte del Regno di Sicilia, spaventava; la città iblea di Noto, a tal proposito, si fece riconoscere un privilegio dal viceré Ferrante Gonzaga che l'autorizzava a non soccorrere i siracusani in caso di invasione nemica. A Siracusa venne inoltre fabbricata la polvere da sparo da utilizzare contro Barbarossa: fu Carlo d'Aragona Tagliavia a scrivere a tutte le terre vicine del Regno, sollecitandole a inviare il salnitro necessario affinché nella città aretusea si potessero preparare le armi da guerra. Alla città occorreva anche molto grano, problema considerevole dato il periodo di forte carestia che dal '39 (dopo quella del '24) flagellava l'isola.

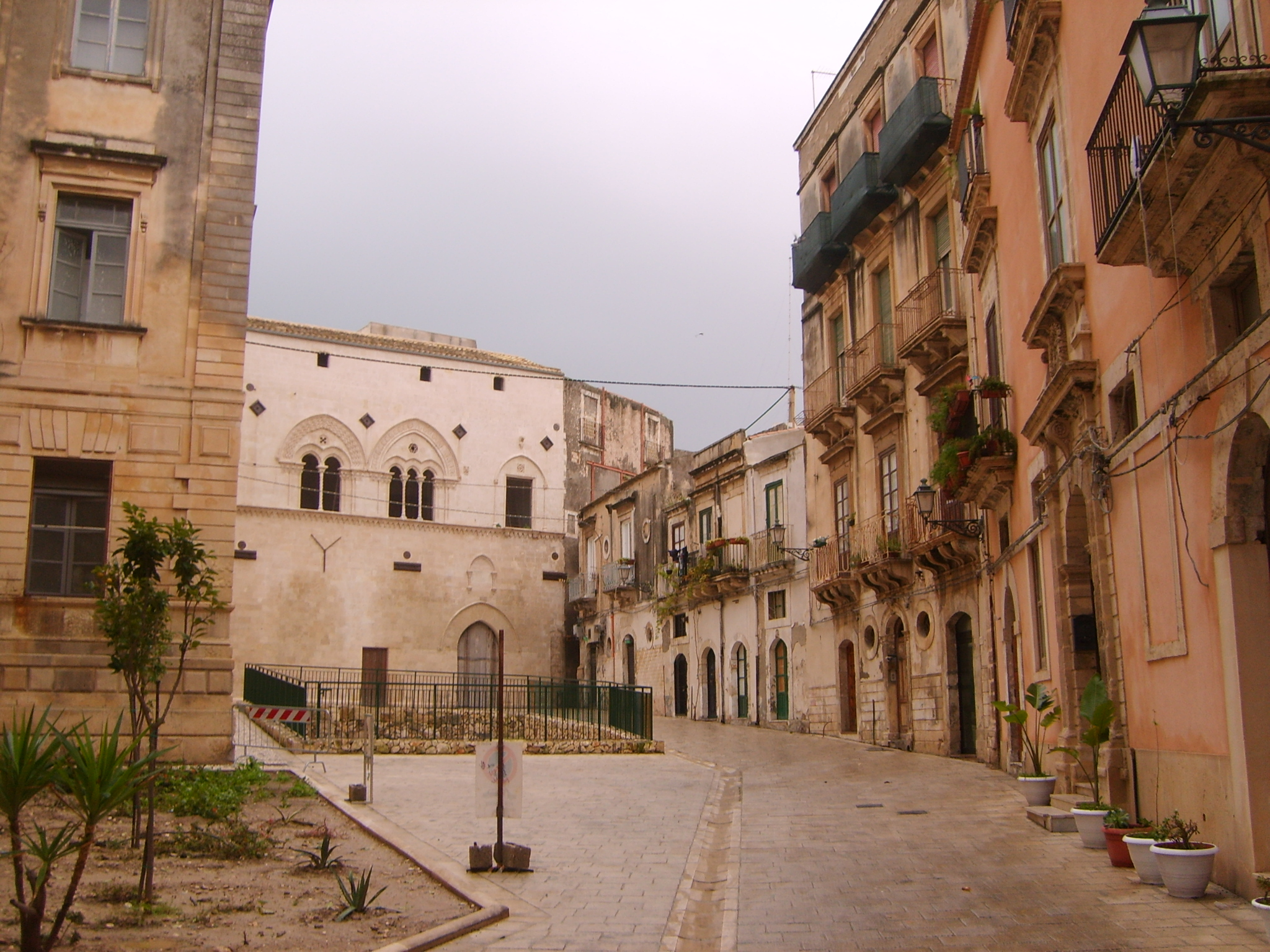
Il palazzo Montalto, tra i vicoli di Ortigia, appartenente alla famiglia dell'esponente che servì l'imperatore Carlo V

Per tale ragione, il viceré Gonzaga nel giugno di quell'anno aveva già sollecitato con dispaccio gli ufficiali regnicoli, maggiori e minori, e in particolare quelli di Noto, Buccheri, Buscemi, Palazzolo Acreide, Mineo, Sortino, Augusta e Lentini, affinché dessero l'ordine a tutti i baroni, la cui patria era la città di Siracusa, di inviare vettovaglie, poiché la carestia non le dava tregua, e trovandosi Ortigia «in lo frontispizio de lo mari», rinchiusa la sua popolazione entro le mura difensive, non aveva possibilità di approvvigionarsi dei frutti della terra in tempi di crisi. Gonzaga fece quindi valere per lei il privilegio che il re Alfonso IV d'Aragona le aveva concesso per far fronte alla penuria di cibo (farlo trasportare dentro la città in maniera coatta).
La spedizione di Carlo V nell'antica Libye ebbe infine esito disastroso: egli, partito troppo tardi, si ritrovò contrastato da violente tempeste autunnali, e quando riuscì finalmente ad approdare, dopo aver perso numerose navi, venne costretto alla ritirata.
Doria lo mise in salvo, portandolo a Utica, per poi scortarlo fino in Spagna. Carlo incassò un grave colpo con questa sconfitta (anche perché gli era stato sconsigliato più volte di dirigersi nuovamente in Africa, dato che l'impero ottomano stava attaccando con vigore i confini germanici, e in qualità di loro imperatore i Germani volevano che combattesse lì con loro, ma Carlo aveva insistito per frenare ulteriormente i gravi saccheggi di Barbarossa e Solimano nel Mediterraneo).
La sconfitta di Algeri creò lo stato di allerta a Siracusa: Carlo temeva infatti che il vassallo di Solimano potesse vendicarsi del suo attacco andando a sua volta ad aggredire i punti focali del suo impero. Ferranre Gonzaga lasciò momentaneamente l'incarico di viceré di Sicilia nel 1542 (nominò presidente del Regno, suo sostituto, Alfonso Cardona) e prima di andare incaricò Simone I Ventimiglia (anch'egli in passato eletto alla presidenza siciliana) capitano d'armi della città di Siracusa (per difenderla in caso di attacco turco, dato che circolava la voce che Solimano avesse fatto partire da Costantinopoli una flotta di 200 navi per attaccare la Sicilia), inoltre gli affidò anche la pienezza dei poteri civili (oltre a quelli militari), non avendo più la città un proprio governatore (data la soppressione della Camera reginale).
In questo stesso periodo, al di là del contesto bellico che stava vivendo, Siracusa venne sollecitata dalle altre città demaniali a mandare a Messina i propri rappresentanti e sedere con i siciliani in parlamento. Infatti, la città aretusea nel 1540 si era rifiutata di partecipare alla classica edizione triennale del parlamento isolano, nella quale si offriva al re il donativo regio: essa aveva fatto presente a chi la richiamava, che per privilegio datole dal re Federico III di Sicilia, fin dal 1298, non era obbligata a dare donativi regi.
Essendo venuto a mancare il vescovo dei siracusani, Ludovico Platamone (morto il 30 maggio del 1540), Carlo V presentò a papa Paolo III, per la carica ecclesiastica aretusea, il canonico della cattedrale di Palermo, nonché suo cappellano d'onore, Girolamo Beccadelli di Bologna (agli Spagnoli noto come Jerónimo Beccatelli o Gerónimo de Bolonia), il quale venne eletto vescovo di Siracusa il 29 aprile 1541.

### Il nuovo viceré Juan de Vega e i suoi figli
Nel 1546 Carlo V aveva esonerato Ferrante Gonzaga dal ruolo di vecerè siciliano (mandandolo a combattere in suo nome i disordini anti-spagnoli nel nord Italia) e aveva eletto al suo posto l'ex viceré di Navarra, nonché suo ambasciatore a Roma, Juan de Vega.

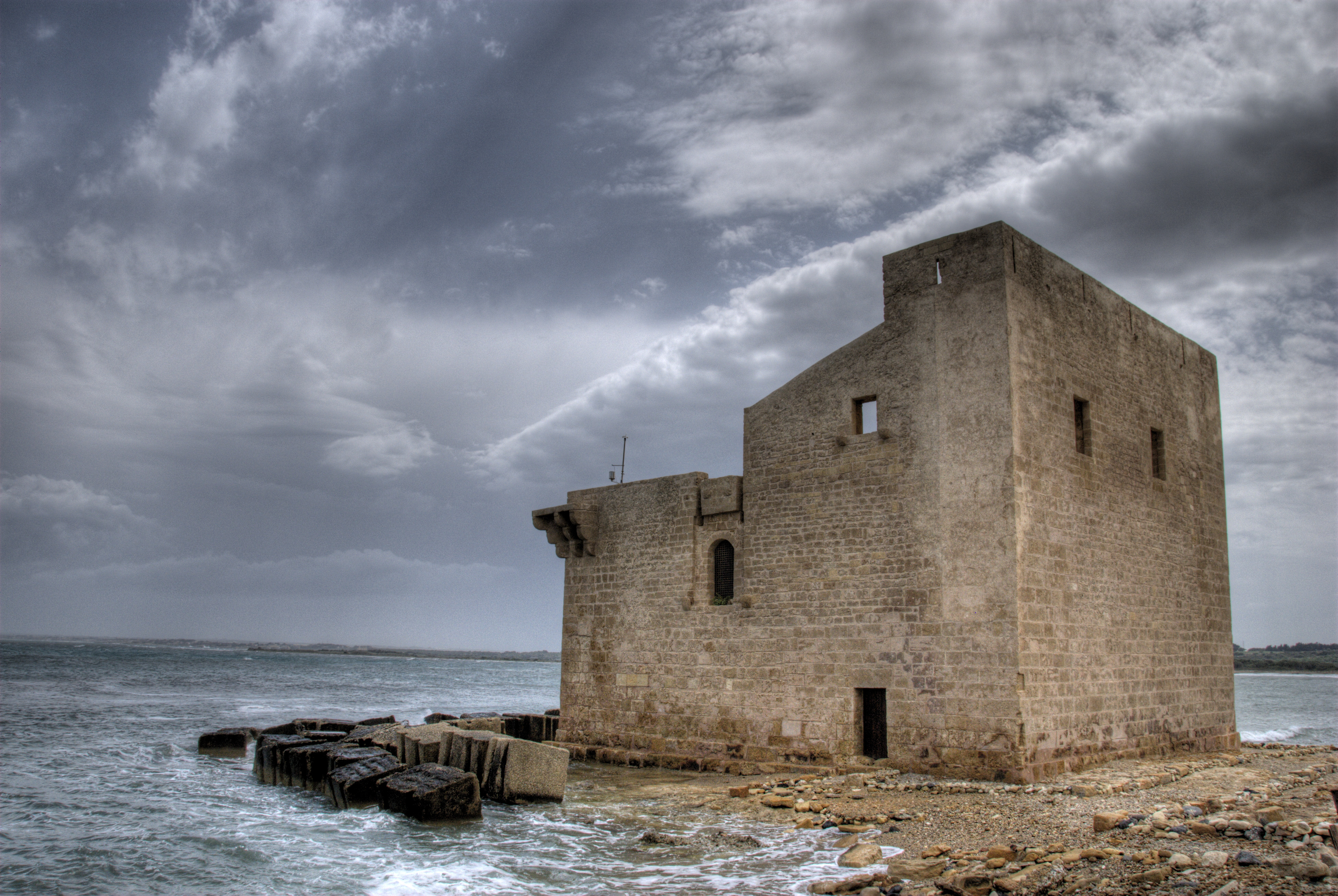
La torre di Vendicari, faceva parte del sistema difensivo messo su da Juan de Vega

Non appena arrivò, Juan diede l'avvio a un ingegnoso sistema difensivo che prevedeva la costruzione e l'utilizzo di una «cintura di torri» costiere per far scorrere una silenziosa ma rapida comunicazione sui movimenti marittimi del nemico: dai baluardi dovevano sollevarsi dei segnali di fumo diurni e fiamme durante la notte, stabilendo un particolare linguaggio visivo per quantificare il pericolo che si approssimava (essi erano detti fani, dal greco phanos: fuoco, segnale).
Juan inoltre si spese per la formazione della nova militia (militari autoctoni, ovvero siciliani): gli abitanti di Siracusa erano però esentati da questa coscrizione bellica (la città aretusea era comunque quella in cui dimorava al suo interno il maggior numero di soldati durante i periodi di massima allerta).
Il viceré Juan aveva numerosi figli, tra i quali Hernando de Vega e Suero de Vega, che egli portò con sé in Sicilia nel 1547 e nominò entrambi, in periodi differenti, vicari e capitani d'armi ad guerram per la città di Siracusa. Hernando, che era il maggiore dei due, resse le redini dell'area in questione in un momento particolarmente delicato: nel 1544 l'isola di Lipari era stata brutalmente saccheggiata da Barbarossa, ciò destava preoccupazione a Carlo V, uscito da poco sconfitto da Algeri (1541), e alla fortezza aretusea, uscita a sua volta parecchio malmessa dal devastante terremoto del 1542.

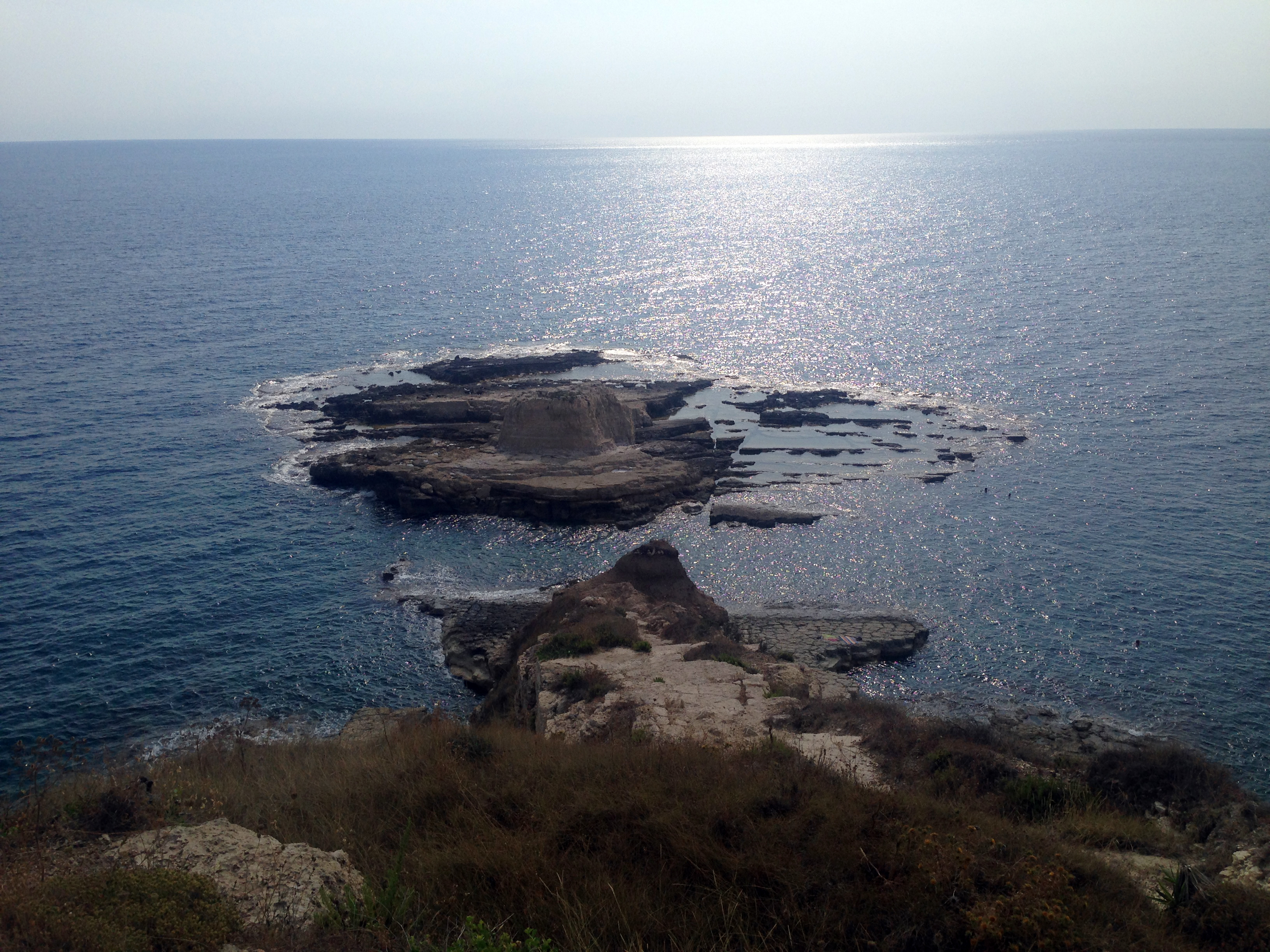
Augusta: Capo Sbarcatore dei Turchi, località costiera odierna che prende il nome dagli eventi lì verificatesi nel Cinquecento

Nel 1547 Carlo V aveva firmato un armistizio con il sultano (tregua di Adrianopoli), cedendogli territori nel nord Europa, ma nel 1550 gli Ottomani lo considerarono violato, poiché Carlo conquistò la città africana di Mahdia, togliendola a Dragut (erede di Barbarossa) e riportandola sotto la sua influenza. Quindi il sultano si vendicò ordinando di far saccheggiare Augusta; ciò accadde nel luglio del 1551 (per fermarsi Dragut aveva intimato a de Vega di restituire a Solimano le città africane, tra le quali Monastir e Mahdia, ma de Vega non poteva prendere una decisione che spettava solo a Carlo V). Dragut tuttavia, dopo aver bruciato Augusta, non attaccò il capoluogo aretuseo, ritenendolo ben fortificato per provare a prenderlo in quel momento.
Hernando mise in primo piano il potenziamento difensivo di Siracusa: chiamò da tutto il val di Noto, e fece alternare a ritmo serrato, migliaia e migliaia di operai che, coscritti, ovvero obbligati, dovevano quotidianamente recarsi nel capoluogo aretuseo e lavorare per tirare su le fortificazioni necessarie a respingere un eventuale attacco del sultano (a numerare le presenze vi erano i militari, i quali controllavano che nessuno fuggisse). Chi non si presentava in città doveva giustificarsi di fronte a Hernando, il quale non esitò a infliggere anche punizioni corporali.
Ciascun comune aveva un numero di operai prefissato da mandare a Siracusa, in base al risultato del revelo (censimento della popolazione) effettuato dal padre di Hernando nel '48. Chi invece faceva parte della nova militia era esentato dai cantieri aretusei (aveva però l'obbligo di presentarsi alla "mostra" della milizia e l'obbligo di combattere in caso di invasione). Nel 1552 Hernando de Vega dichiarò inoltre l'allevamento e il commercio dei cavalli come affare di primaria importanza per la difesa militare del Regno.
Militarizzò anche il commercio del carbone, dello zolfo e del salnitro; quest'ultimo in particolare, essendo utilizzato per la creazione della polvere da sparo e scarseggiando in natura, venne requisito e indirizzato totalmente a Siracusa: tutte le fabbriche di salnitro del val di Noto avevano l'obbligo di venderlo esclusivamente alla regia corte, che a sua volta l'adoperava per preparare le armi nel capoluogo aretuseo (i salanitrari, cioè i fabbricatori di salnitro, erano persino esentati dal servizio militare pur di garantire la produzione del richiesto minerale).

### Il sistema difensivo delle città nel siracusano
Nel 1551 nacque nel siracusano la seconda città dedicata o edificata per un imperatore: dopo Augusta (fondata da Federico II di Svevia) Juan de Vega, con l'approvazione di Carlo V (o secondo altri studiosi direttamente sotto suo ordine), fondò Carlentini (la Lentini di Carlo o la Carlo Lentini), che in teoria doveva servire da nuova dimora per i lentinesi, sorgendo sulle pendici iblee alle loro spalle (le motivazioni ufficiali furono aria più salubre per gli abitanti della zona, che soffrivano di malaria a causa delle acque del grande lago, un sito non distrutto dal terremoto del '42 e l'allontanamento dalle incursioni barbaresche).
In realtà, Carlentini doveva essere la nuova fortezza militare della Spagna installata nel siracusano, che andava a sostituire Lentini e soprattutto Augusta, definita indifendibile per la sua vasta area portuale priva di sufficienti fortificazioni e popolazione (convinzione aumentata in Juan, già radicata in Gonzaga, e in Carlo V dopo il terremoto del '42 e le incursioni di Dragut).

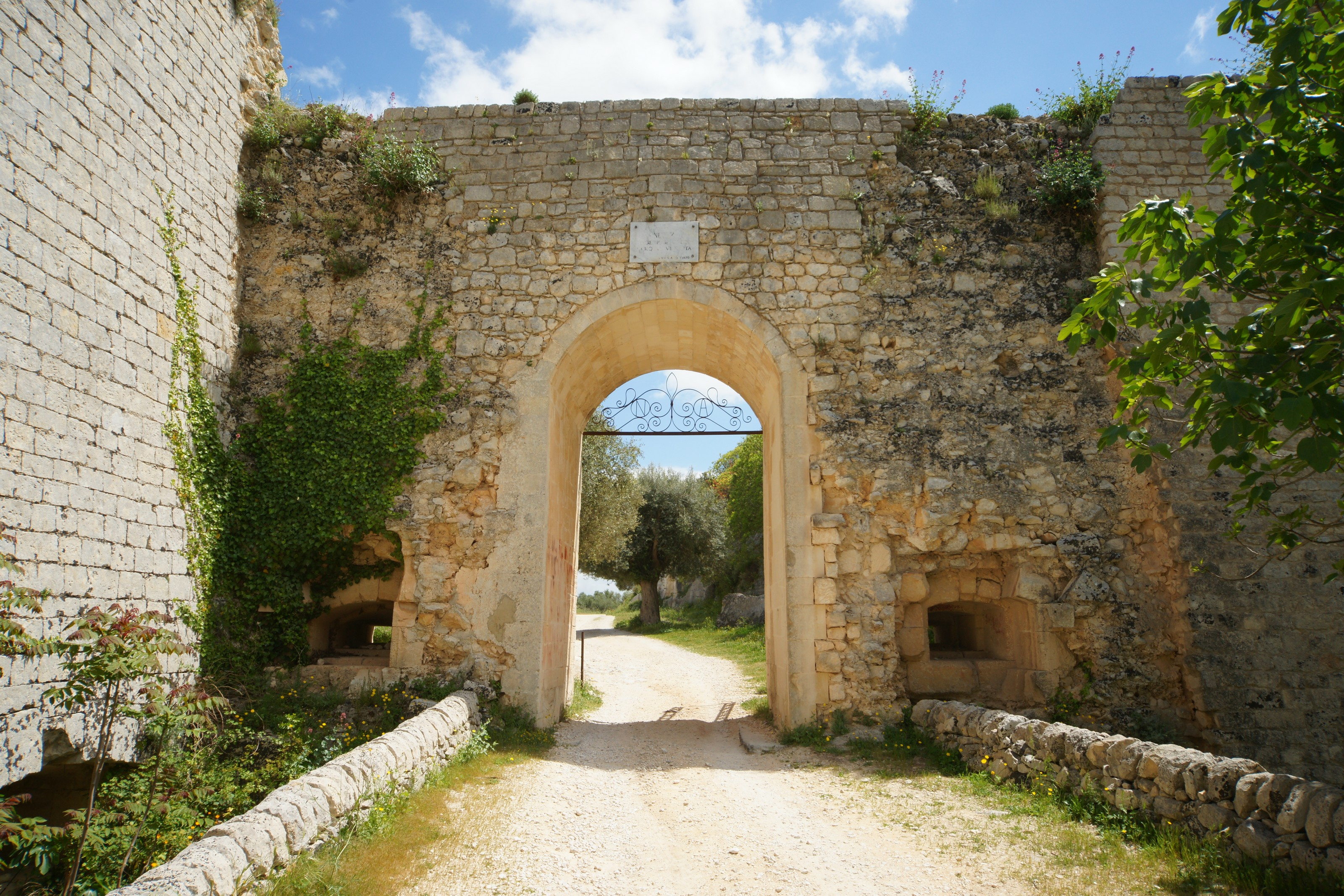
Ingresso di Netum, affacciata su uno dei numerosi dirupi del monte Alveria, nei piani di Juan doveva sostituire Siracusa se questa fosse caduta nelle mani della Sublime porta

Carlentini insieme a Noto (altra città che gli spagnoli andarono a fortificare proprio in quel periodo) avevano il compito, non semplice, di resistere a un'eventuale invasione dell'impero ottomano: dovevano correre in difesa dei centri costieri e, in caso essi fossero caduti tutti - compresa Siracusa che ne rappresentava il perno più forte -, prendere il loro posto e non permettere l'avanzata del nemico all'interno del Regno.
Noto, inoltre, era stata scelta dalla Spagna per accogliere gli abitanti della città di Siracusa una volta che questi non avessero più avuto un posto dove stare (in modo tale da non farli vagare nelle campagne, come di solito accadeva alle popolazioni superstiti di guerra).
Tuttavia i lentinesi si rifiutarono di abbandonare la loro prima città, facendo penare non poco il viceré Juan che cercava numerosi abitanti per mettere in funzione la fortezza collinare e istituirvi un popolo-esercito (con il tempo le speranze riposte in questo nuovo progetto si rivelarono fallimentari). Noto invece venne inserita efficacemente nel sistema difensivo che proteggeva la costa da Siracusa a Spaccaforno (l'antica Ispica): i corrieri netini dovevano coprire la distanza da Noto a Spaccaforno o da Noto ad Avola, in base al punto di provenienza del segnale di pericolo; gli avolesi poi avrebbero fatto giungere il loro corriere a Siracusa (si trattava di un sistema collegato alle torri di avvistamento costiere).

### La nascita della Compagnia di Gesù e l'arrivo dei frati Cappuccini
La fine degli anni '40 e l'inizio dei '50 rappresentarono per la città l'arrivo di nuovi ordini religiosi e la costruzione delle loro rispettive dimore: il viceré Juan aveva conosciuto presso il papa il fondatore dell'Ordine gesuita, Ignazio di Loyola (il cui movimento, pur basandosi su una gerarchia di stampo militare, non imbraccerà mai le armi, come invece accadde con i giovanniti), e ne aveva quindi agevolato l'ingresso in Sicilia. Già nel 1549 il rettore spagnolo dell'appena fondato collegio gesuitico di Messina, Jerónimo Nadal, aveva scritto a Ignazio di Loyola (futuro Sant'Ignazio) manifestandogli la volontà di fare approdare anche nella città d'Aretusa questo nuovo Ordine (tuttavia bisognerà attendere ancora un quinquennio prima che de Vega riesca a farveli dimorare).
Nel frattempo, il 10 giugno 1549, fecero il loro ingresso i frati Cappuccini «con quel ruvido sacco di lana cinto ai lombi di corda, con quell'esteriore venerando, mansueto, penitente», ma non li fu permesso di permanere all'interno delle mura cittadine, cosicché essi dovettero fabbricare il loro convento nei pressi dell'anfiteatro romano (nel quartiere extra moenia di Neapolis). Vennero tuttavia accolti dal vescovo della diocesi di Siracusa Girolamo Beccadelli di Bologna.
Nel 1554 Suero de Vega (nominato capitano d'arme di Siracusa nel 1553) coinvolse il vescovo e le cariche politiche della città affinché accogliessero finalmente i l'Ordine dei gesuiti (in quel momento presenti a Messina dal '48, a Palermo dal '49 e a Monreale dal '53). Scriveva a tal proposito il fondatore dell'Ordine, Ignazio di Loyola, nella sua lingua, riferendosi alle imminenti impiantazioni della Compagnia a Siracusa e a Bivona (dove vi risiedeva un'altra figlia del viceré, la duchessa de Luna, grazie al cui operato i gesuiti entreranno nel '55):
(Sant'Ignazio di Loyola, Monumenta Ignatiana, ex autographis vel ex antiquioribus exemplis collecta, series prima, vol. 22, 1966, p. 254.)
Anche Hernando, oltre a suo fratello Suero, era in costante contatto con i gesuiti siciliani. La Compagnia di Gesù aretusea venne definita la «più dissita geograficamente (era l'ultima del lungo lato ionico) e anche la più autonoma» (i gesuiti siracusani non interagivano con il resto dei gesuiti della Sicilia orientale, ma non potevano fare nemmeno grandi cose, essendo Siracusa una città già all'epoca fortemente militarizzata, con molta poca concessione per ciò che riguardava il libero scambio e la vita intellettuale).

## Abdicazione di Carlo V e ascesa di Filippo II

### L'inondazione del 1558

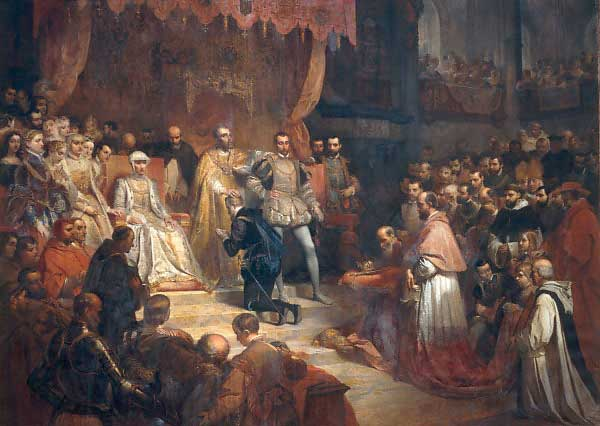
L'abdicazione di Carlo V a favore del figlio Filippo II

Nel 1555 Carlo V firmò la pace con la Germania protestante (curioso è tuttavia il fatto che proprio a partire da questo periodo, e fino al '61, si svilupparono nel siracusano ribellioni religiose a favore dei protestanti, con Noto e Siracusa che divennero punti di ritrovo principali per questi intensi focolai, mentre, all'opposto, nel resto della Sicilia tali ribellioni si placarono).
L'imperatore nel 1556 era però stanco delle continue guerre che scoppiavano nel nome della Spagna. Inoltre egli era deluso perché non era riuscito a realizzare il sogno spagnolo di una monarchia universale: gli spagnoli si aspettavano ben presto di veder sventolare le loro insegne reali in tutto il mondo, culminando a Gerusalemme, unendo le terre nel loro nome sotto la religione cattolica, dopodiché la storia sarebbe finita e sarebbe giunto il giorno del giudizio universale. Così egli maturò la decisione di abdicare dal trono, e lo fece passando la corona a suo figlio Filippo II di Spagna.
Nel 1547 Carlo aveva insistito affinché suo figlio si legasse all'Inghilterra tramite il matrimonio con Maria Tudor, celebratosi nel '54 (questo fu il primo passo verso la secolare guerra che sarebbe esplosa nel Seicento tra Inglesi e Spagnoli e che avrebbe portato infine le armi del futuro impero britannico anche sul suolo aretuseo, ai danni della Spagna). Carlo cedette a Filippo tutti i suoi regni, eccetto la Germania, che passò al proprio fratello Ferdinando I d'Asburgo, sottraendo il Sacro romano impero al diretto controllo della Spagna. Carlo V nel settembre di quell'anno si ritirò nel monastero di Yuste, in Spagna, dove morì appena due anni dopo, il 21 settembre del 1558, probabilmente a causa di malaria.
Nello stesso anno, 1558, l'area del siracusano venne colpita da una violentissima alluvione che fece ingrossare i fiumi iblei, portando allo straripamento del fiume che attraversava il comune montano di Sortino, l'Anapo, il quale ruppe i suoi argini e riversò con furia le sue acque anche alle porte di Siracusa: si salvò chi era dentro Ortigia, ma il fiume sommerse le case e le vite di chi stava fuori.

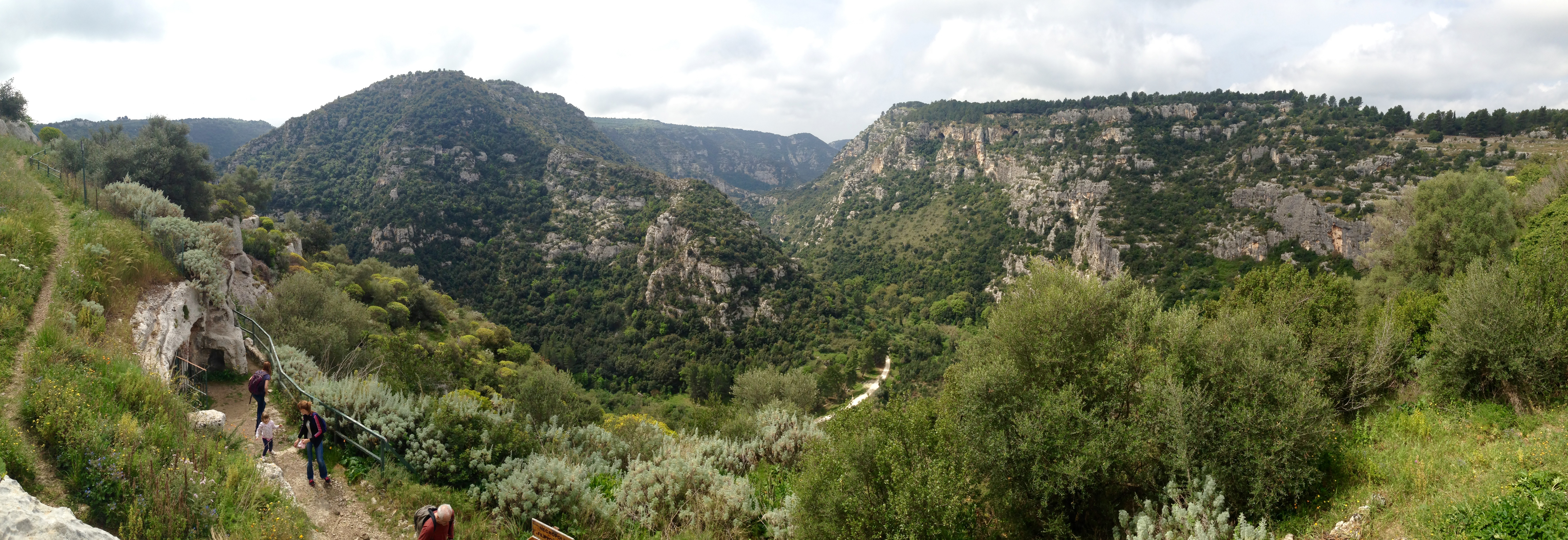
Pantalica, dove nasce l'Anapo; il fiume che recò distruzione a Sortino e Siracusa nel 1558

Questa inondazione ebbe conseguenze serissime per un bene primario della città: la farina, poiché l'Anapo aveva distrutto i mulini ad acqua con i quali i siracusani si fabbricavano da mangiare.
La calamità ebbe due soluzioni destinate a durare per secoli: anzitutto, trovandosi la città prossima alla guerra (gli Spagnoli erano sicuri che le forze ottomane si sarebbero riversate prima o poi su di essa) si risolse di costruire dentro le mura, su proposta di uno spagnolo di nome Peralta, 100 mulini a secco, detti centimoli, ma poi, vedendo che questi caddero in inutilità a causa della miseria e della morte dei privati cittadini che li dovevano possedere (essi tuttavia torneranno in auge nel Settecento), ci si vendette al barone di Sortino, Pietro Gaetani (futuro sposo di Margherita Siracusa, appartenente alla potente famiglia spagnola che volle dirsi omonima della città di Siracusa).
Pietro, possedendo il feudo sortinese, era infatti proprietario delle acque iblee che gli antichi Siracusani avevano un tempo collegato fino alla loro città marittima; se quindi gli odierni siracusani volevano sfruttarne le potenzialità per alimentare i nascenti mulini, dovevano affidarsi interamente alla figura feudale.

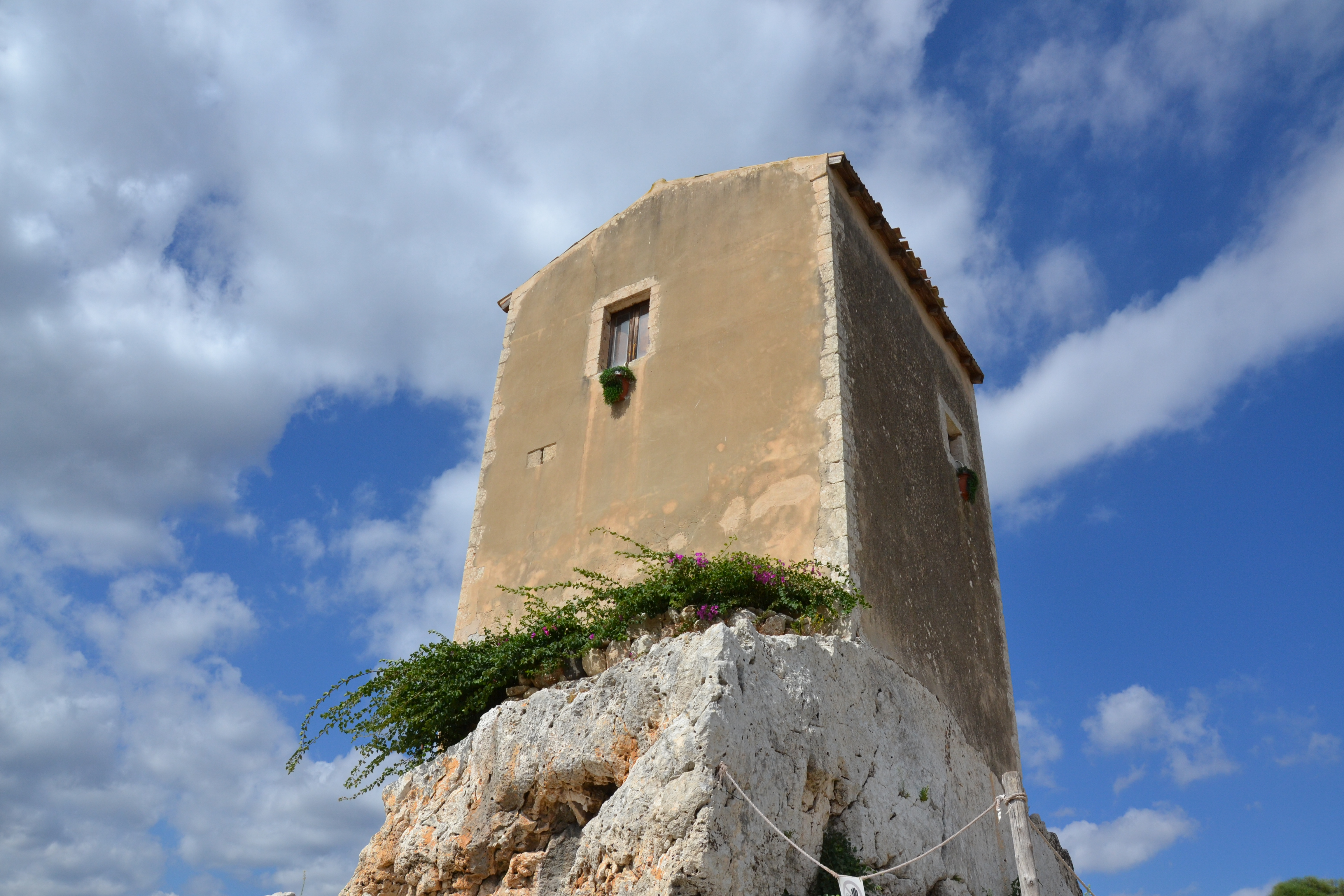
La casa del mulino sopra la cavea del teatro greco; sola superstite del sistema messo in opera da Pietro a seguito dell'evento del 1558

Per evitare ciò (che un'unica persona disponesse del dominio delle loro acque dolci) i siracusani avevano progettato di far scavare presso Pantalica nuovi liberi acquedotti, ma il costo di tutto ciò risultò eccessivo per una città ridotta in miseria come lo era a quel tempo Siracusa; né si poteva fare affidamento sul governo regio: la Spagna si mostrava efficace e prodiga quando si trattava di questioni militari (il complesso taglio dell'istmo e i nuovi bastioni, tirati su in fretta e furia nel '52, non li pagò Siracusa, che non avrebbe avuto la possibilità finanziaria per permettersi simili fortificazioni, bensì il denaro pervenne dall'intera Sicilia orientale, costretta sotto le armi degli Spagnoli a dedicarsi all'opera difensiva siracusana), tuttavia altre questioni erano quelle civili: la Spagna non se ne interessava più di tanto (si consideri, a tal proposito, che i cittadini di Siracusa, 14 anni dopo il devastante terremoto del '42, mandavano ancora suppliche al viceré affinché si interessasse del loro status sociale, stremato).
Trovandosi quindi da soli, i siracusani cedettero e acconsentirono al progetto di Pietro Gaetani, che fece costruire dodici mulini ad acqua sulla cavea del teatro greco, inondandolo (la vicenda ebbe risoluzione definitiva nel 1576, circa un ventennio dopo dalla morte di Carlo V e dalla suddetta inondazione).

## Il prosieguo della guerra

### La spedizione per Tripoli
Proseguendo con la politica africana cominciata da suo padre, il re Filippo prese la decisione di voler riconquistare Tripoli (che Dragut aveva sottratto ai cavalieri giovanniti e integrato totalmente alla persona di Solimano il Magnifico).

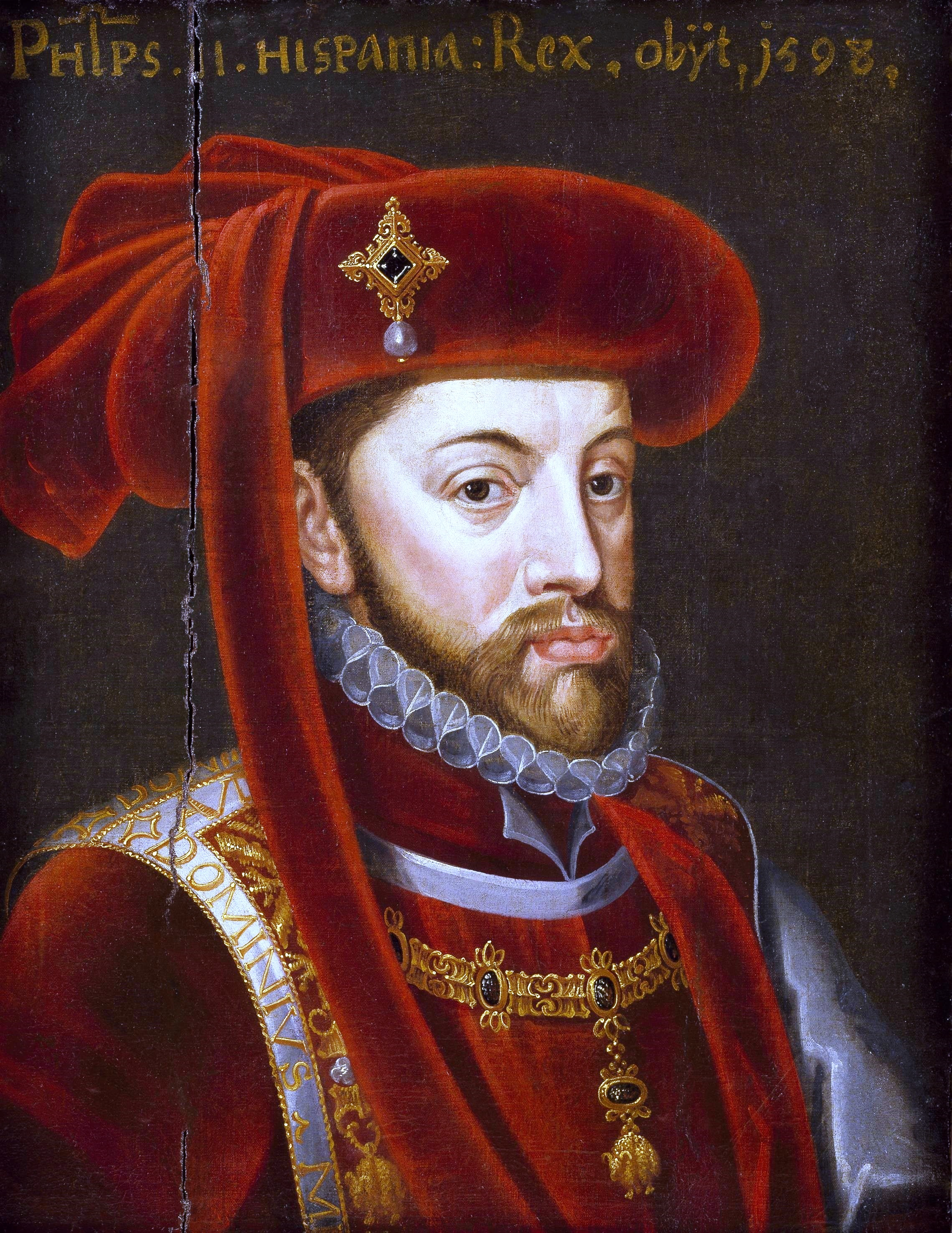
Ritratto del re Filippo II di Spagna, in abiti da Gran Maestro dell'Ordine del Toson d'oro (Museo del Prado, XVI secolo)

In maniera non usuale, gli Spagnoli optarono per mettere in atto la loro spedizione bellica nei mesi invernali; correva l'anno 1559 e poiché Filippo si era premurato di coinvolgere il nuovo papa, Pio IV, formò con esso una Lega Santa che fece approdare nel porto di Siracusa (città scelta per far riunire le truppe e rifornirle di viveri) un quantitativo enorme di mezzi navali e uomini: 113 navi in totale, di cui 54 galee e 14.000 soldati (appartenenti a diverse nazionalità europee). Questa poderosa armata, rimase tuttavia bloccata a lungo nel porto aretuseo, a causa delle avverse condizioni meteorologiche.
La comandava il nuovo viceré di Sicilia, il duca di Medinaceli, lo spagnolo Juan de la Cerda (che aveva sostituito de Vega nel 1557), e vi partecipavano, ovviamente, anche i cavalieri di Malta: fu questa la prima volta che il Gran Maestro Jean de la Valette interagì con i siracusani (essi avrebbero avuto modo di stringere i rapporti durante la venuta del sultanato), desiderando sostare fino alla primavera del '60 in città, in attesa della fine delle tempeste; piano tuttavia rigettato dal duca di Medinaceli, che pur di adempiere fedelmente a quanto richiesto da Filippo II, preferì fare uscire con la forza le navi dal porto aretuseo e dirigerle verso le coste della Libia.
Più e più volte l'armata venne respinta indietro dal mare grosso. Solamente a Siracusa perirono 4.000 uomini, ancor prima che incominciasse la guerra, a causa delle infermità subentrate a bordo delle numerose navi. Con il passare del tempo, nel porto aretuseo si verificarono «tumultos, excesos y deserciones» (tumulti, eccessi e diserzioni), per i quali i siracusani - intimoriti dalle dimensioni di quell'apparato bellico - si chiusero in loro stessi e rifiutarono di accogliere tra i civili chi si ammalava:
(Historia de Felipe II, Rey de España (a cura di), 1998.)
Non potendo più contare sull'effetto sorpresa (ormai tutta l'Europa sapeva di questa spedizione e Solimano ebbe il tempo di preparare accuratamente le sue difese), il viceré di Sicilia, comandante supremo della missione, fece attaccare la roccaforte dell'isola di Gerba, per indebolire Tripoli: la batalla de Los Gelves, che si risolse infine in un grave disastro militare per le forze imperiali occidentali (morirono quasi tutti a Gerba, per mano del nemico).
In quel luogo i musulmani eressero la piramide di teschi (detta Buij-er-Rus e «fortezza dei teschi»), fatta con le ossa dei soldati cristiani (tale piramide verrà distrutta solamente nel XIX secolo). Persino il viceré venne dato per catturato o per morto.

### L'incursione del sultanato
Nel frattempo, arrivati a maggio del 1560, Solimano ordinò la sua vendetta contro le coste di coloro che avevano attaccato i suoi domini: Filippo si aspettava un'incursione in Spagna, ma i pirati dell'impero orientale vennero mandati, per la terza volta, nel siracusano (che del resto aveva rappresentato il fulcro, ovvero il punto centrale, per la dislocazione dell'offensiva imperiale). Incominciarono assalendo Augusta.

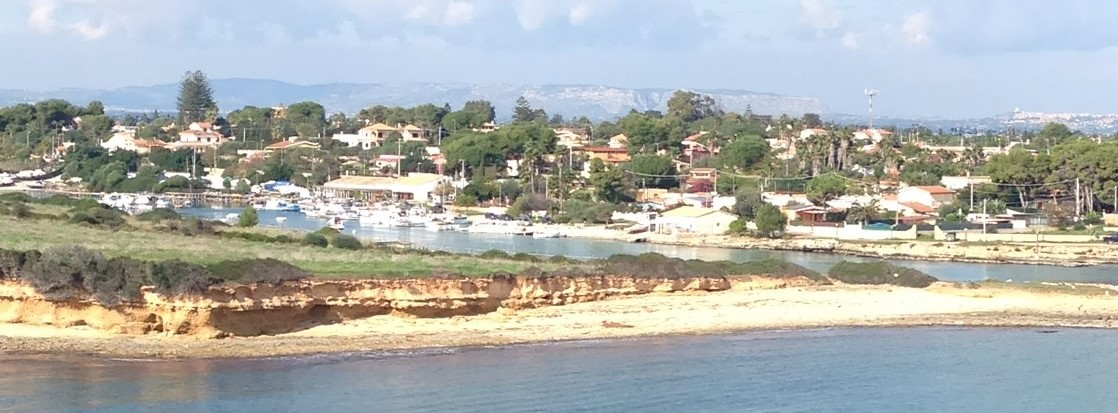
Mentre Piyale Paşa devastava a nord della città di Siracusa, Dragut si occupava di devastarne il contado a sud (in foto la baia di Ognina, nella quale Dragut approdò nel 1561)

Stavolta l'incursione avvenne per opera di Piyale Paşa (Piali Pascià), il quale tentò d'incendiarla ancora (ma i suoi abitanti si difesero, ingaggiando con i Turchi una lotta armata). Secondo alcune fonti spagnole, invece, Paşa, da Tripoli, sarebbe riuscito a entrare direttamente a Siracusa, saccheggiandola e incendiandola, il che è improbabile, dato che un simile evento sarebbe stato un grave colpo inflitto alle milizie di Spagna, che continuavano a vegliare scrupolosamente sull'opera di fortificazione del capoluogo aretuseo e vi sarebbe quindi come testimonianza un carteggio, tuttavia inesistente.
Più probabile appare la cronaca secondo la quale Piali Pascià venne in quell'anno a recare distruzione nel circondario di Siracusa (piuttosto che tentare di prendere la città stessa), dopo aver tentato uno sbarco a Malta: alcune cronache sostengono, inoltre, che il braccio di Solimano fosse giunto nel siracusano non di sua spontanea volontà ma sospinto dal forte vento, e poiché la corrente contraria non lo lasciava ripartire, decise di sfogarsi contro Augusta. Le fonti sono però concorde nel dire che dopo l'esperienza nel siracusano egli se ne tornò trionfalmente a Costantinopoli.
Intanto che si finiva di consumare la dolorosa disfatta della spedizione africana (1561), veniva a sostituire Piyale Paşa l'altro famoso capitano del sultanato: Dragut, il quale dedicò le sue attenzioni non più al nord del siracusano ma bensì al sud: anzitutto s'insinuò dentro la baia naturale di Ognina (a pochissimi chilometri dalla città), portando terrore tra i siracusani, e l'anno successivo, nel 1562, ritornò, accampandosi con i suoi uomini presso Fontane Bianche e qui fece scavare un pozzo d'acqua dolce per permettersi una lunga permanenza (i siracusani continueranno a utilizzare il pozzo di Dragut anche in epoca contemporanea), assediando la città-fortezza e minandone l'unica fonte di commercio rimastole (quello con il suo entroterra).

### La nascita del quartiere militare
La venuta del braccio destro di Solimano il Magnifico, ovvero Turgut Reis (alias Dragut), nel contado di Siracusa, creò grave agitazione, a tal punto che la Spagna decise di intervenire mandando altri soldati - che si riveleranno essere non di passaggio, ma con fissa dimora - all'interno della città aretusea, in modo tale da renderla più sicura nel caso in cui le azioni di Dragut e del sultanato fossero divenute più audaci.
Ciò comportò una faccenda molto seria per i siracusani, che, contro un loro antico privilegio, si ritrovarono a dover dare «letto e tetto» ai numerosi soldati: fu il re iberico Alfonso V d'Aragona a esonerare, dall'aprile del 1435, la città di Siracusa dall'obbligo di pasada militare (l'alloggiamento nei siti di passaggio); solamente se vi fosse stato il sovrano in loco allora le truppe avrebbero potuto pernottare Questo ovviamente non le aveva mai impedito di avere al suo interno una nutrita guarnigione fissa di soldati, che però di norma non interagiva con i cittadini, essendo da tempo comodamente dislocata all'interno del castello Maniace. Tuttavia i tempi erano cambiati, e se pur fino ad allora i siracusani, con «varii dispacci viceregii» erano riusciti a far rispettare il loro esonero, non poterono nulla contro le disposizioni date da Filippo II e dovettero accogliere, in nome della loro difesa e di quella del Regno, rappresentandone la piazzaforte più munita, i nuovi soldati giunti dalla Spagna, i quali vennero sistemati nelle case dei cittadini meno facoltosi (dal momento che i più benestanti trovavano spesso il modo di farsi esentare dall'ospitalità a titolo privato; come avveniva ad esempio con gli ecclesiastici).

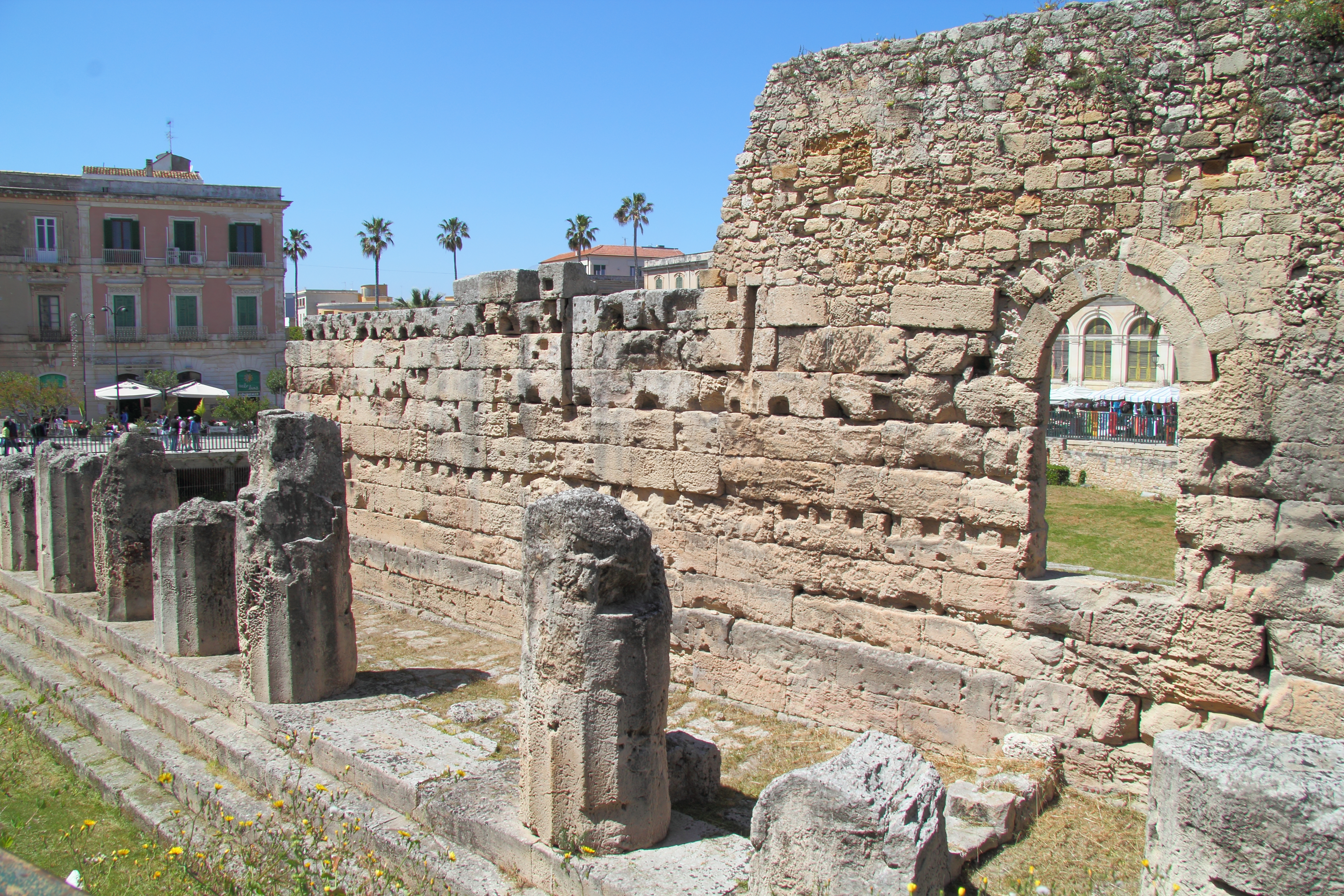
Il tempio di Apollo di Siracusa nel '500 divenne la casa dei soldati Spagnoli, che lo modificarono profondamente

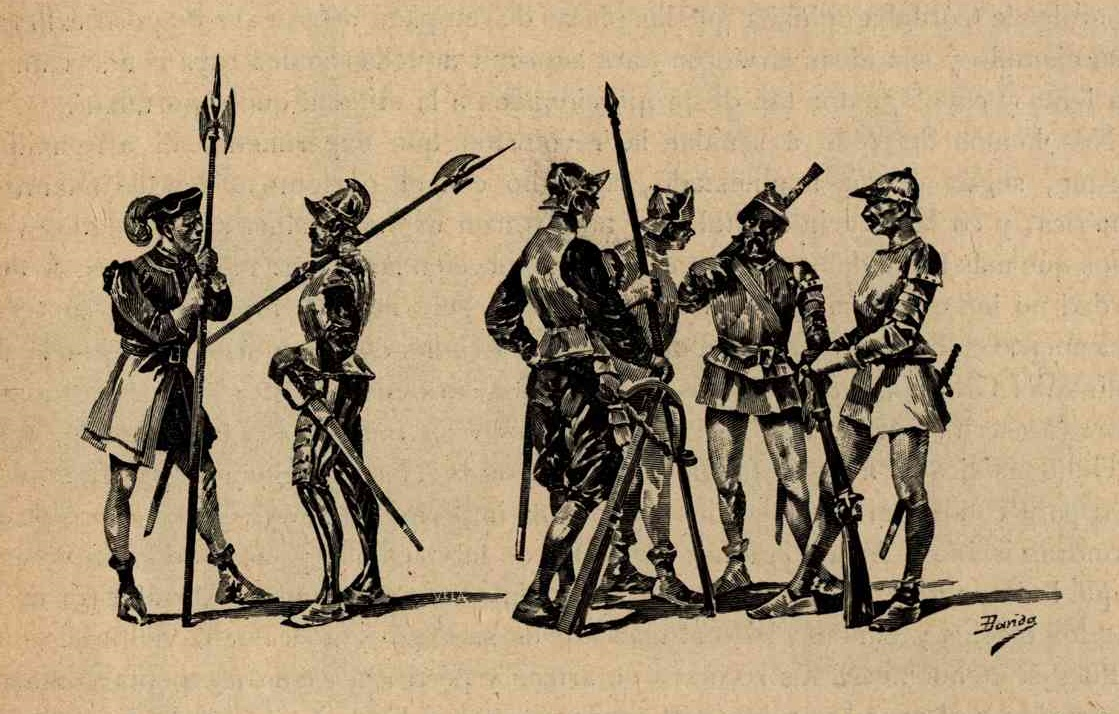
Raffigurazione del Tercio español del '500 con le varie armi da esso utilizzate: asce, picche, spade, archibugi e moschetti

Non volendo tuttavia sottostare a una simile situazione, il comune aretuseo, ovvero l'universitas, propose alle alte cariche la costruzione di un quartiere dentro la città da destinare esclusivamente ai soldati (ormai divenuti troppi per risiedere tutti nel castello), separandoli così dai civili (proposta che poi sarà riportata nel resto della Sicilia militare; non tutta l'isola aveva la necessità di questi alloggi).
Si diede così l'avvio al cantiere militare nel 1563 (secondo altre fonti nel 1562), e poiché la Spagna ci teneva che la difesa del Regno fosse affidata primariamente ai suoi uomini, esso prese il nome dai suoi soldati: il Quartiere spagnolo di Siracusa, detto anche del Trabocchetto (da un'antica catapulta che vi era in zona: il trabucco o trabocco). Il tempio di Apollo fu l'edificio scelto per fungere da dimora unica e centrale per i soldati: l'antico tempio greco, in passato consacrato alla divinità solare, venne quindi totalmente distrutto per mutare la sua forma e servire adesso da casa per la milicia española, sorgendo esso di fronte alla «Porta di Terra» voluta da Carlo V, quando separò Ortigia dal resto della Sicilia.
Per la Corona di Spagna, il soldato era divenuto molto importante; esso, nei reami come la Sicilia, doveva rappresentare la monarchia, per questo motivo il re si preoccupava che «el tercio no cometiese ningún agravio contra la población de los lugares en los que se alojase, que sus hombres estuvieran bien disciplinados y ejercitados en las armas». Ciononostante, non mancarono le prepotenze del corpo militaresco, motivo per il quale il comune aretuseo decise di farsi carico egli stesso del mantenimento delle forze spagnole e tolse i soldati dalle abitazioni dei civili (sia ricchi sia poveri), donando loro delle case private (pagate a spese dell'universitas); ciò fino a quando la caserma non sarebbe stata pronta (il suo funzionale avvio e completamento avrebbe richiesto infine dei decenni).

### L'intellighenzia ottomana in città e la minaccia del controllo totale
Non essendo cosa semplice prendere Siracusa dall'esterno, il sultanato provò a farla cadere dall'interno, tramite il tradimento dei suoi stessi cittadini, o almeno questo era il concetto del quale si convinse la Spagna, che in quegli anni divenne estremamente sospettosa, vedendo nemici ovunque.
Uno dei motivi principali che portò al blocco del commercio marittimo di Siracusa, fu il timore dei re di Spagna che se i suoi abitanti fossero stati catturati dai corsari dei Turchi, nel mentre della navigazione, questi li avrebbero usati per estorcerli con la forza informazioni preziose riguardanti i punti deboli della difesa del Regno: «tomar lengua de ellos» si soleva dire nei documenti ufficiali. Inoltre vi era il desiderio di poter controllare completamente gli abitanti: furono questi per loro gli anni del cosiddetto «controllo totale».). Costruendo una fortezza che non guardava l'esterno ma bensì l'interno, sorvegliando i movimenti dei cittadini; progetto al quale il re Filippo II dovette rinunciare a un certo punto, essendo sorti dei disdicevoli malumori tra il comune aretuseo e i militari che avevano il compito di edificarla.

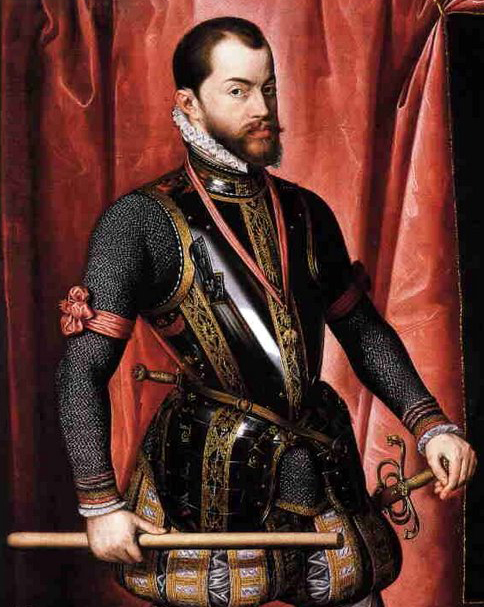
Ritratto di Filippo II di Spagna (Juan Pantoja de la Cruz, XVII sec.)

I timori della Spagna non sarebbero tuttavia stati del tutto infondati: le sue spie ritenevano che alcuni degli esponenti della nobile famiglia dei Bellomo (d'origine patrizia romana, il cui capostipite si trasferì a Siracusa nel medioevo, sposando la figlia di un notabile della città; divennero favoriti dei re Federico II di Svevia e Federico III di Sicilia) avevano consegnato a un uomo del sultano la mappa di Siracusa, in modo tale da permettere ai Turchi la conquista della stessa. Tra le altre cose, i Bellomo avrebbero detto al sultanato anche come superare l'ostacolo rappresentato dai tanti canali d'acqua che gli Spagnoli avevano scavato prima di poter entrare nell'isola di Ortigia.

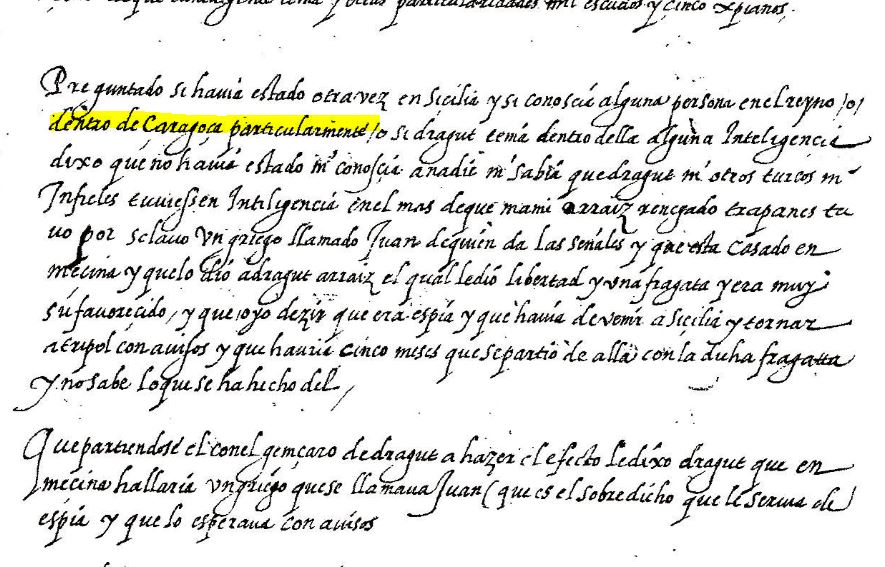
Il documento dello spionaggio ottomano all'interno di Siracusa (Çaragoça) scritto dall'ufficio spagnolo nell'inverno del 1562-63

Il rapporto sui «traditori di Siracusa» veniva poi inviato dettaglitamente dal viceré a Madrid, poiché alla corte di Spagna nulla doveva essere taciuto su quel che riguardava le sue terre. Un altro interessante rapporto venne redatto in quegli anni dagli Spagnoli sull'interrogatorio fatto a una spia turca catturata nel capoluogo aretuseo: costui, un rinnegato (nato Cristiano ma passato all'Islam) era un greco e si chiamava Costantino (ma Dragut lo conosceva con il nome di Mahamet) ed era stato mandato a Siracusa dal sultanato con il compito di raccogliere dentro la città più informazioni possibili e poi riferirle a Dragut:
L'uomo di Solimano il Magnifico aveva il compito di far conoscere a Dragut l'esatta fattezza delle muraglie aretusee e i luoghi in cui gli Spagnoli tenevano le armi della città; in cambio di ciò, il sultanato concedeva al rinnegato la libertà e molto denaro. Ma quando Costantino giunse di notte alle porte di Siracusa, benché egli fosse travestito (i Turchi alle volte si facevano passare per Spagnoli, vestendo come loro) venne riconosciuto da un soldato che tempo prima era stato catturaro e fatto schiavo a Tripoli, per cui venne imprigionato nelle carceri della città e il piano concertato con Dragut fallì. Costantino, tuttavia, sembra essere solamente uno delle molte spie che Solimano aveva mandato nell'isola mediterranea: un rinnegato genovese, ad esempio, confessò a un capitano spagnolo di Sicilia che i Turchi dentro Siracusa avevano «molte intelligenze».
Le intellighenzie ottomane nel siracusano erano, stando alle stesse parole delle spie al servizio dei Turchi, molte e «muy buenas» (molto professionali); esse affermavano di essere a conoscenza degli spostamenti delle truppe spagnole, al tal punto da mettere in ansia la corte spagnola, riferendo che un'armata dei Turchi sarebbe stata mandata a Siracusa non appena gli Spagnoli si fossero distratti dirigendo le loro forze verso Malta e La Goletta.

### L'arrivo dei Turchi e il Grande assedio di Malta
Solimano decise di voler conquistare la base dei cavalieri di Malta, che continuavano a intralciare i suoi piani di conquista nel Mediterraneo centrale. Per fare ciò spedì una gigantesca forza militare contro la piccola isola posta appena sotto la Sicilia; suo estremo baluardo.

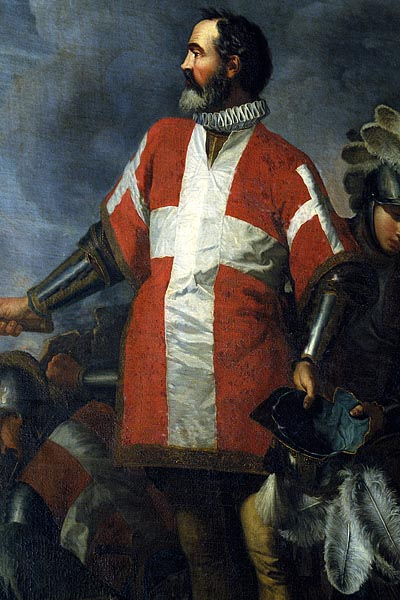
Il Gran Maestro Jean de la Valette, che voleva trasferire tutta la Religione a Siracusa dopo l'assedio del sultano

L'assedio maltese, passato alla storia come il Grande assedio di Malta del 1565, tenne con il fiato sospeso per molti mesi l'intera cristianità: persino la regina d'Inghilterra (in quegli anni vicina alla Spagna; preludio di una lunga guerra) disse che se Malta fosse caduta, allora il destino dei Cristiani sarebbe stato estremamente incerto.

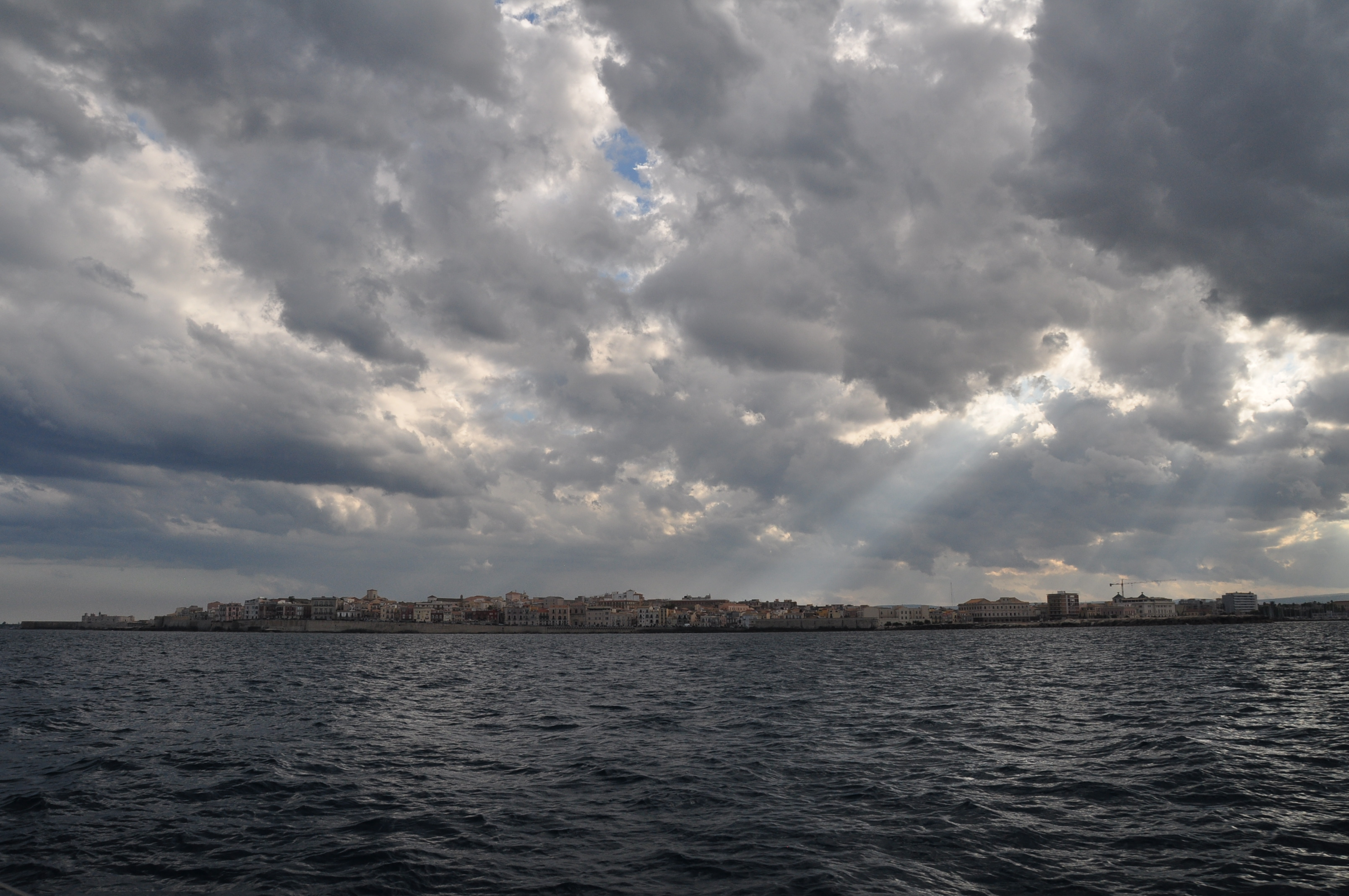
L'isola di Ortigia vista da alto mare

La città di Siracusa, data la sua vicinanza con i maltesi (enfatizzata proprio dagli Spagnoli), visse tutto ciò con enorme ansia e trepidazione (poiché tutti sapevano che una volta capitolata Malta, Solimano avrebbe marciato vittorioso contro di essa).
Il ruolo chiave della città aretusea lo conosceva bene anche il viceré di Sicilia, García Álvarez de Toledo y Osorio, che si trasferì a Siracusa e dal suo campanile (ricostruito molti anni dopo il terremoto del '42) aspettava di scorgere la flotta ottomana; pronto ad affrontarla come poteva, nel caso i cavalieri avessero fallito.
Gli aiuti sperati dal Gran Maestro (che partirono dal siracusano) tardarono ad arrivare, e quando infine i cavalieri giovanniti ebbero la meglio sui Turchi, si creò del dissapore tra il viceré siciliano e l'Ordine di Malta.
Siracusa a quel punto fu nuovamente a un passo dal divenire la nuova sede dei cavalieri di Gerusalemme: Jean de la Valette era infatti stanco; stremato, e considerava perduta l'isola di Malta. Manifestò quindi la volontà di lasciarla per sempre e di approdare con tutta la religione a Siracusa, poiché, disse, Malta non avrebbe resistito a nuovo cruento assedio (che sarebbe arrivato, lo si dava per certo). Ma, per la seconda volta, i cavalieri trovarono nel compimento del loro progetto l'ostacolo della Spagna: per la seconda volta, infatti, Siracusa venne loro negata dal re spagnolo (prima Carlo V poi Filippo II).
Saputo il desiderio del Gran Maestro francese la Valette, gli Spagnoli, per convincerlo a restare a Malta, gli offrirono molto denaro, in modo tale da poter riparare le fortificazioni distrutte e resistere a oltranza (alle suppliche di rimanere nell'arcipelago maltese si aggiunse anche il papa). Si dirà poi che Jean de la Valette aveva bleffato; che in realtà aveva annunciato ciò solo per ottenere fondi dall'Europa, ma non tutti gli storici sono concordi con tale affermazione.